# Liste der Biografien/Bai
Liste der Biografien |
Portal Biografien |
Personensuche
# |
A |
B |
C |
D |
E |
F |
G |
H |
I |
J |
K |
L |
M |
N |
O |
P |
Q |
R |
S |
T |
U |
V |
W |
X |
Y |
Z |
?
 
Ba |
Be |
Bd |
Bg |
Bh |
Bi |
Bj |
Bl |
Bm |
Bn |
Bo |
Br |
Bs |
Bu |
Bw |
By |
Bz
 
Baa |
Bab |
Bac |
Bad |
Bae |
Baf |
Bag |
Bah |
Bai |
Baj |
Bak |
Bal |
Bam |
Ban |
Bao |
Bap |
Baq |
Bar |
Bas |
Bat |
Bau |
Bav |
Baw |
Bax–Baz
Die Liste der Biografien führt alle Personen auf, die in der deutschsprachigen Wikipedia einen Artikel haben. Dieses ist eine Teilliste mit 755 Einträgen von Personen, deren Namen mit den Buchstaben „Bai“ beginnt.

## Bai
- Bai Baoshan († 1998), chinesischer Serienmörder
- Bai Juyi (772–846), chinesischer Dichter
- Bai Langning (* 2002), chinesischer Snookerspieler
- Bai Ling, chinesische SchauspielerinBai Ling

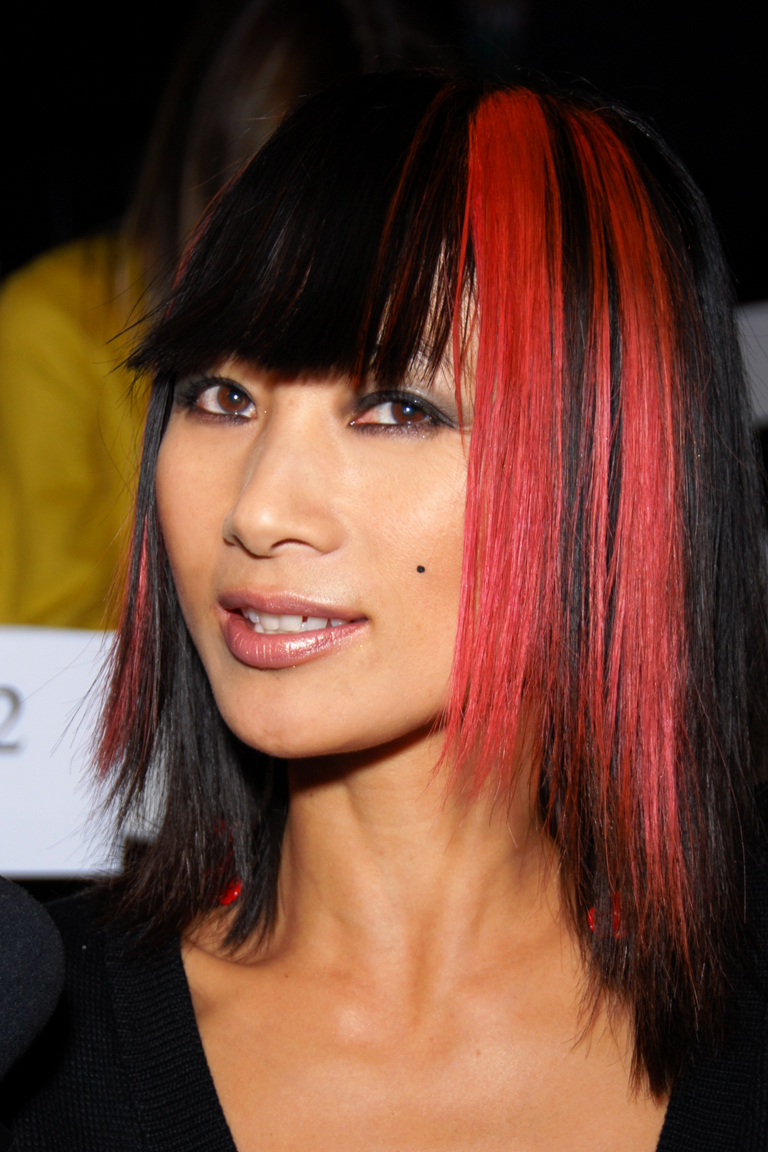
Bai Ling

- Bai Ningxian, John (* 1921), chinesischer, römisch-katholischer Geistlicher
- Bai Yulu (* 2003), chinesische Snookerspielerin
- Bai, Alfredo (1913–1980), italienischer Künstler
- Bai, Alison (* 1990), australische Tennisspielerin
- Bai, Chongxi (1893–1966), chinesischer Militär und Politiker
- Bai, Enpei (* 1946), chinesischer Politiker (Volksrepublik China)
- Bai, Jie (* 1972), chinesische Fußballspielerin
- Bai, Joy Maria (* 1985), deutsch-koreanische Schauspielerin
- Bai, Jushan, Wirtschaftswissenschaftler und Hochschullehrer
- Bai, Keming (* 1943), chinesischer Politiker
- Bai, Lichen (* 1941), chinesischer Politiker
- Bai, Lili (* 1978), chinesische Fußballspielerin
- Bai, Mah Laqa (1768–1824), indische Poetin, Kurtisane und Philanthropin
- Bai, Marcus (* 1972), papua-neuguineischer Rugby-League-Spieler
- Bai, Qiuming (* 1994), chinesischer Eisschnellläufer
- Bai, Rubing (1912–1994), chinesischer Politiker
- Bai, Xianyong (* 1937), chinesischer Autor
- Bai, Xue (* 1988), chinesische Langstreckenläuferin
- Bai, Xuemei, australische Nachhaltigkeitsforscherin und Hochschullehrerin
- Bai, Yan (* 1989), chinesischer Tennisspieler
- Bai, Yang (1920–1996), chinesische Schauspielerin
- Bai, Yang (* 1984), chinesische Tischtennisspielerin
- Bai, Zhuoxuan (* 2002), chinesische Tennisspielerin

### Baia
- Baía, Jerónimo († 1688), portugiesischer Barocklyriker, Ordensmann und Ordenshistoriker
- Baia, Odair (* 1978), são-toméischer Leichtathlet
- Baía, Vítor (* 1969), portugiesischer FußballtorhüterVítor Baía (* 1969)
- Baian († 602), Awarenchagan

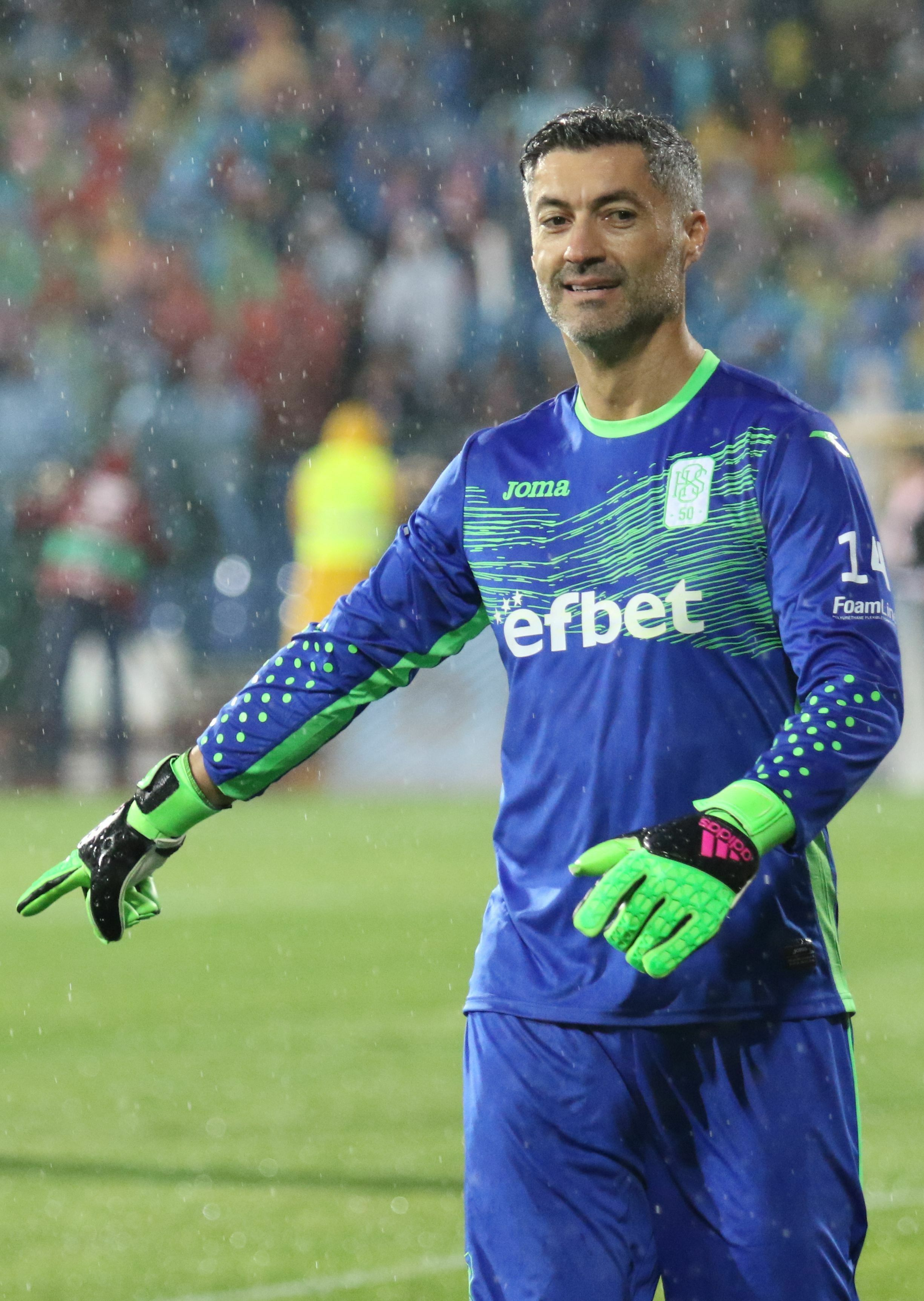
Vítor Baía (* 1969)

- Baiano (* 1987), brasilianischer Fußballspieler
- Baiano, Enrico (* 1960), italienischer Cembalist
- Baiano, Fernando (* 1979), brasilianischer Fußballspieler
- Baiano, Francesco (* 1968), italienischer Fußballspieler
- Baiano, Júnior (* 1970), brasilianischer Fußballspieler
- Baiano, Moisés (* 1988), brasilianischer Fußballspieler
- Baianu, Adrian (* 1966), deutscher Liedbegleiter, Korrepetitor und Vocal Coach
- Baião, Bruno (1985–2004), portugiesischer Fußballspieler
- Baiardo, Davide (1888–1977), italienischer Schwimmer

### Baib
- Baiba, Salem Saber (* 1980), Leichtathlet aus den Vereinigten Arabischen Emiraten
- Baibakow, Nikolai Konstantinowitsch (1911–2008), sowjetischer Politiker
- Baibars I. († 1277), Mamluke, Sultan von Ägypten und SyrienBaibars I. († 1277)

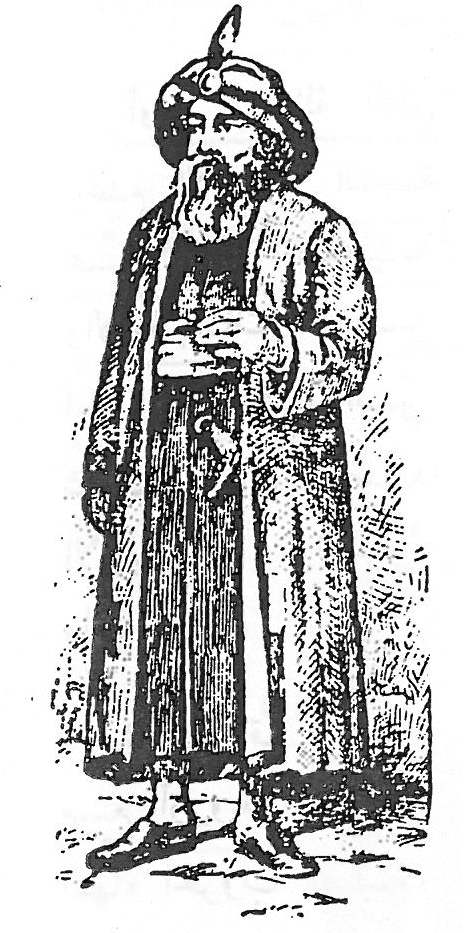
Baibars I. († 1277)

- Baibars II. († 1310), Sultan der Mamluken in Ägypten
- Baibek, Bauyrschan (* 1974), kasachischer Politiker
- Baïbi, Nawal (* 1984), marokkanische Leichtathletin

### Baic
- Băiceanu, Silviu (* 1978), rumänischer Handballspieler und -funktionär
- Baich, Alena (* 1973), österreichische Schauspielerin, Musikerin und Vocal Coach
- Baich, Lidia (* 1981), österreichische Geigerin
- Baich, Riccardo (* 1973), deutscher Fußballspieler und -trainer
- Baicu, Mihai (1975–2009), rumänischer Fußballspieler

### Baid
- Baidal, Miguel (* 2001), spanischer Langstreckenläufer
- Baidar Khan, Khan der Goldenen Horde
- Baidäulet, Dana (* 2005), kasachische Tennisspielerin
- Baidāwī, al-, islamischer Rechtswissenschaftler und Koranexeget
- Baidh, Ali Salim al- (* 1939), jemenitischer Politiker
- Baidoo, Edmund (* 2006), ghanaischer Fußballspieler
- Baidoo, Michael (* 1999), ghanaischer Fußballspieler
- Baidoo, Samson (* 2004), österreichischer FußballspielerSamson Baidoo (* 2004)

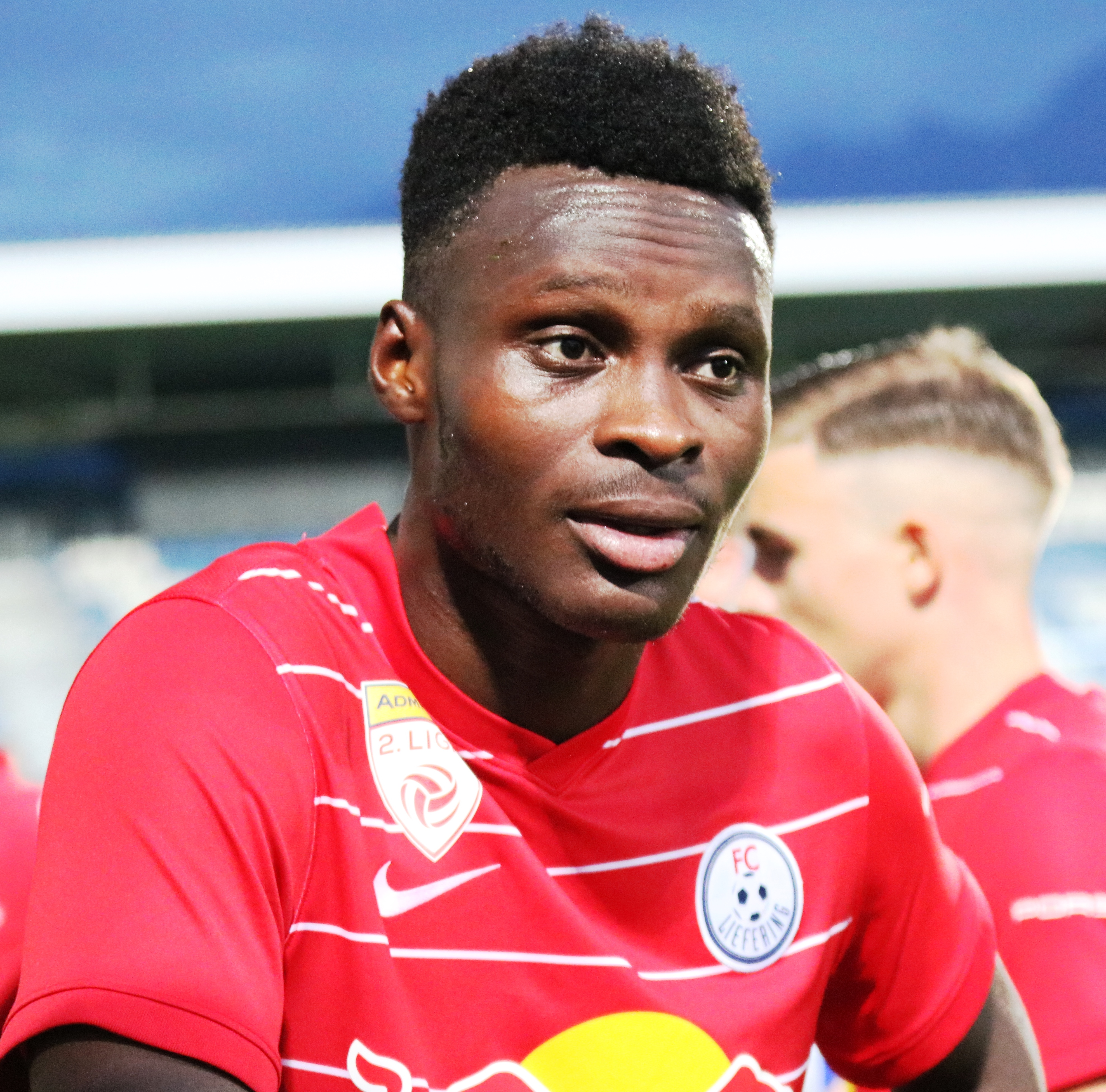
Samson Baidoo (* 2004)

- Baidoo-Ansah, Joe, ghanaischer Politiker, Minister für Handel, Industrie, Entwicklung des Öffentlichen Sektors und PSI in Ghana
- Baidu († 1295), mongolischer Ilchan von Persien
- Baidu, Elizabeth (* 1978), ghanaische Fußballspielerin
- Baidukow, Georgi Filippowitsch (1907–1994), sowjetischer Pilot und Autor

### Baie
- Baienus Blassianus, Quintus, römischer Ritter, Präfekt von Ägypten
- Baier von Bellenhofen, Carsilius († 1573), pfalz-simmerischer, kurpfälzischer und badischer Oberamtmann und Rat der Vorderen Grafschaft Sponheim
- Baier, Adolf (1907–1982), deutscher Gewerkschafter
- Baier, Alexander (1936–2015), deutscher Kunstjournalist und Kunstsammler
- Baier, Alwill (1811–1892), deutscher Philosoph und Theologe
- Baier, Anka (* 1966), deutsche Schauspielerin
- Baier, Anna (1858–1935), österreichische Opernsängerin (Sopran)
- Baier, Annerose (1946–2022), deutsche Eiskunstläuferin
- Baier, Benjamin (* 1986), deutscher Poolbillardspieler
- Baier, Benjamin (* 1988), deutscher Fußballspieler
- Baier, Bernhard (1912–2003), deutscher Wasserballspieler und Sportfunktionär
- Baier, Bernhard (1943–2021), deutscher Schauspieler
- Baier, Bernhard (* 1975), österreichischer Politiker (ÖVP), Landtagsabgeordneter, Mitglied des Bundesrates
- Baier, Bonaventura (1818–1893), deutscher katholischer Geistlicher, Trappistenabt
- Baier, Bret (* 1970), US-amerikanischer Journalist und Fernsehmoderator
- Baier, Christel (* 1965), deutsche Informatikerin und Hochschullehrerin
- Baier, Christian (* 1963), österreichischer Schriftsteller, Dramatiker, Librettist, Musiktheaterdramaturg und Musikjournalist
- Baier, Coelestin (1877–1945), sudetendeutscher römisch-katholischer Geistlicher und Märtyrer
- Baier, Daniel (* 1984), deutscher FußballspielerDaniel Baier (* 1984)

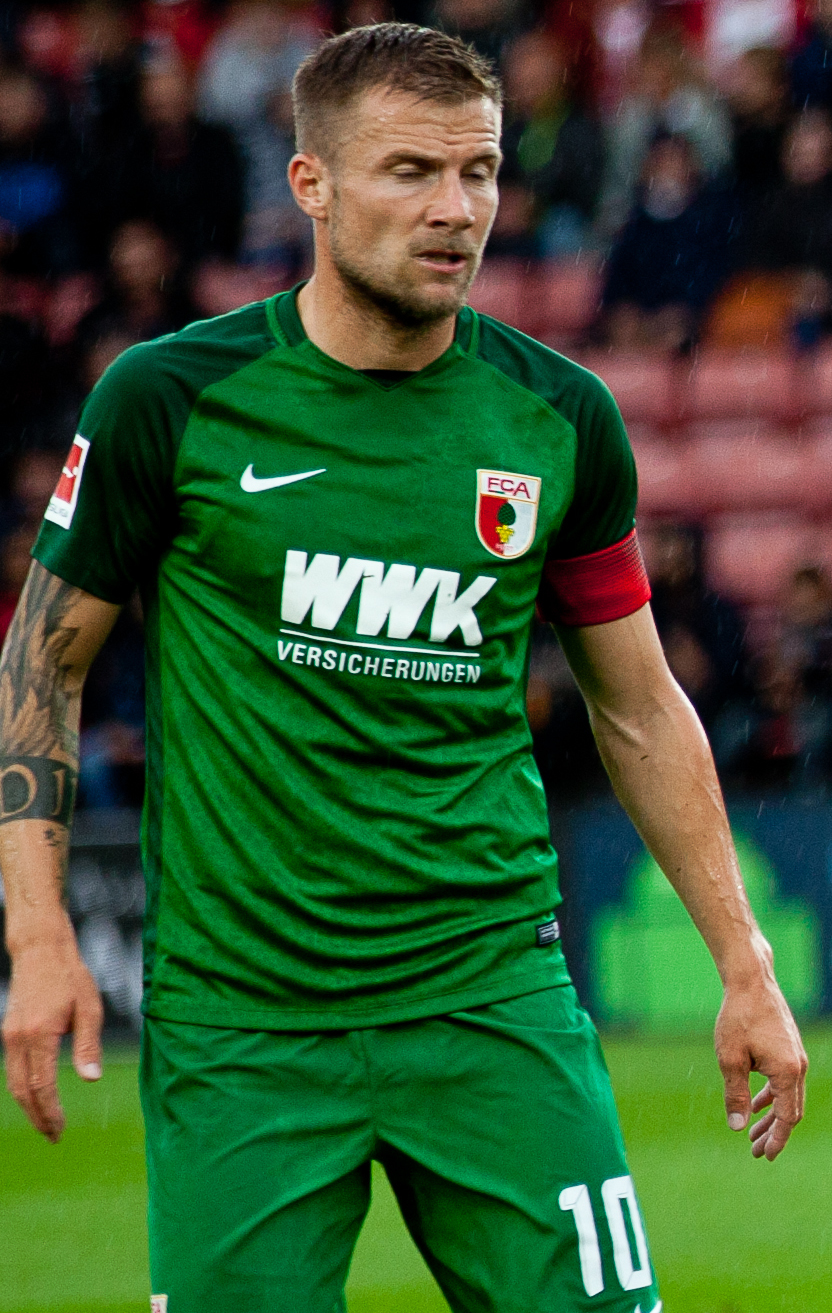
Daniel Baier (* 1984)

- Baier, Dennis (* 1975), deutscher Sportjournalist, -kommentator, -moderator und Handballspieler
- Baier, Eberhard (1895–1983), deutscher Generalleutnant der Luftwaffe im Zweiten Weltkrieg
- Baier, Ernst (1863–1948), deutscher Verwaltungsjurist
- Baier, Ernst (1905–2001), deutscher Eiskunstläufer
- Baier, Ernst Otto (1898–1974), deutscher Mineraloge
- Baier, Fabian (* 1988), deutscher Schauspieler
- Baier, Ferdinand Jakob (1707–1788), deutscher Mediziner
- Baier, Frank (1943–2022), deutscher Musiker und Liedermacher
- Baier, Frank W. (* 1939), deutscher Astrophysiker und Autor
- Baier, Franz (1795–1861), Schreiner und Möbelmaler
- Baier, Franz (1919–2003), deutscher Kommunalpolitiker (SPD)
- Baier, Franz Xaver (* 1953), deutscher Phänomenologe, Autor und Hochschullehrer
- Baier, Fritz (1923–2012), deutscher Politiker (CDU), MdB
- Baier, Georg (1870–1938), deutsch-russischer römisch-katholischer Geistlicher und Märtyrer
- Baier, Gerd (1924–2017), deutscher Kunsthistoriker und Denkmalpfleger
- Baier, Gottfried (1909–1983), österreichischer Schmiedemeister, Landes- und Bundesinnungsmeister der Schmiede und Schlosser sowie Politiker, Landtagsabgeordneter der Steiermark
- Baier, Gotthard (1816–1898), deutscher Richter und Parlamentarier
- Baier, Gundolf (* 1967), deutscher Wissenschaftler und Wissenschaftsmanager
- Baier, Hannelore (* 1955), rumänische Journalistin und Historikerin
- Baier, Hans, kursächsischer Beamter
- Baier, Hans (1912–1993), österreichischer Künstler, Bildhauer, Graphiker und Kunsterzieher
- Baier, Helmut (1932–1997), deutscher Orchesterleiter
- Baier, Helmut (* 1939), deutscher evangelischer Theologe, Kirchenhistoriker und Archivar
- Baier, Herbert (* 1920), deutscher Fußballspieler
- Baier, Hermann (1881–1938), deutscher Historiker und Archivar
- Baier, Herwig (* 1935), deutscher Sonderpädagoge und Hochschullehrer
- Baier, Herwig (* 1965), deutscher Neurobiologe
- Baier, Horst (1933–2017), deutscher Soziologe und Autor
- Baier, Horst (* 1949), deutscher Kommunalpolitiker (SPD)
- Baier, Horst (* 1962), deutscher Politiker (SPD)
- Baier, Ida (1863–1933), österreichische Opernsängerin (Alt)
- Baier, Jo (* 1949), deutscher Filmregisseur und DrehbuchautorJo Baier (* 1949)

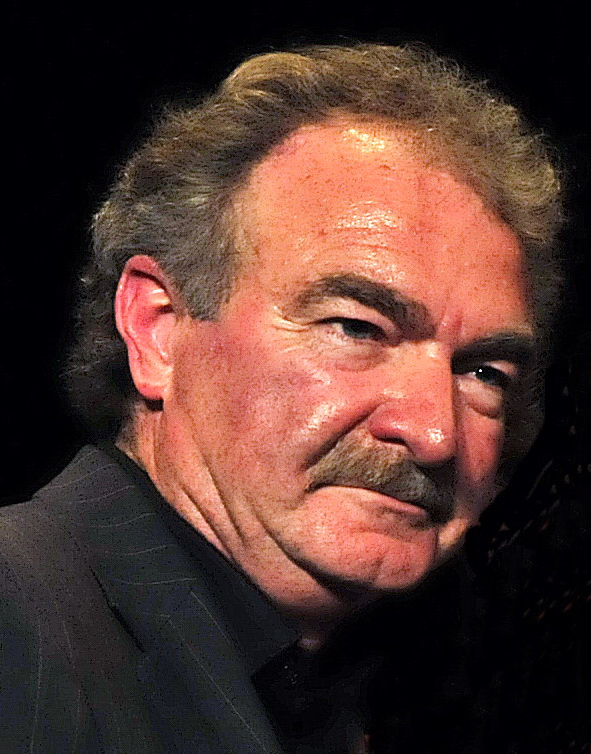
Jo Baier (* 1949)

- Baier, Jochen (* 1972), deutscher Bäckermeister und Konditormeister
- Baier, Johann Jakob (1677–1735), deutscher Mediziner und Geologe
- Baier, Johann Jakob (1724–1812), deutscher Mediziner und Physicus der freien Reichsstadt Nürnberg
- Baier, Johann Wilhelm (1647–1695), deutscher evangelischer Theologe
- Baier, Johann Wilhelm (1675–1729), deutscher Physiker, lutherischen Theologie und Mathematik in Altdorf
- Baier, Johannes (1893–1969), deutscher Kapitänleutnant der Kriegsmarine und später SS-Oberführer
- Baier, Jürgen (* 1958), deutscher Fußballspieler
- Baier, Karin (* 1964), österreichische Politikerin (SPÖ)
- Baier, Karl (1887–1973), deutscher Politiker (SPD, KPD, SED), Widerstandskämpfer gegen den Nationalsozialismus
- Baier, Karl (* 1954), österreichischer Religionswissenschaftler, römisch-katholischer Theologe und Philosoph
- Baier, Klaus (* 1960), deutscher Politiker (NPD, DSU), MdL
- Baier, Kurt (1917–2010), österreichischer Moralphilosoph
- Baier, Lionel (* 1975), Schweizer Filmemacher und Dozent
- Baier, Lothar (1942–2004), deutscher Schriftsteller, freier Publizist und Übersetzer
- Baier, Lüder (1920–2012), deutscher Holzgestalter
- Baier, Maik (* 1989), deutscher BMX-Radsportler
- Baier, Manfred (* 1936), deutscher Biologie
- Baier, Mathias (* 1965), deutscher Fagottist und Professor für Fagott
- Baier, Michael (1940–2019), deutscher Drehbuchautor
- Baier, Michael (* 1980), deutscher Basketballspieler
- Baier, Nadine (* 1983), deutsche Schauspielerin und Radiomoderatorin
- Baier, Norbert (* 1948), deutscher Biathlontrainer
- Baier, Oliver (* 1965), österreichischer Entertainer, Kabarettist, Radio- und FernsehmoderatorOliver Baier (* 1965)

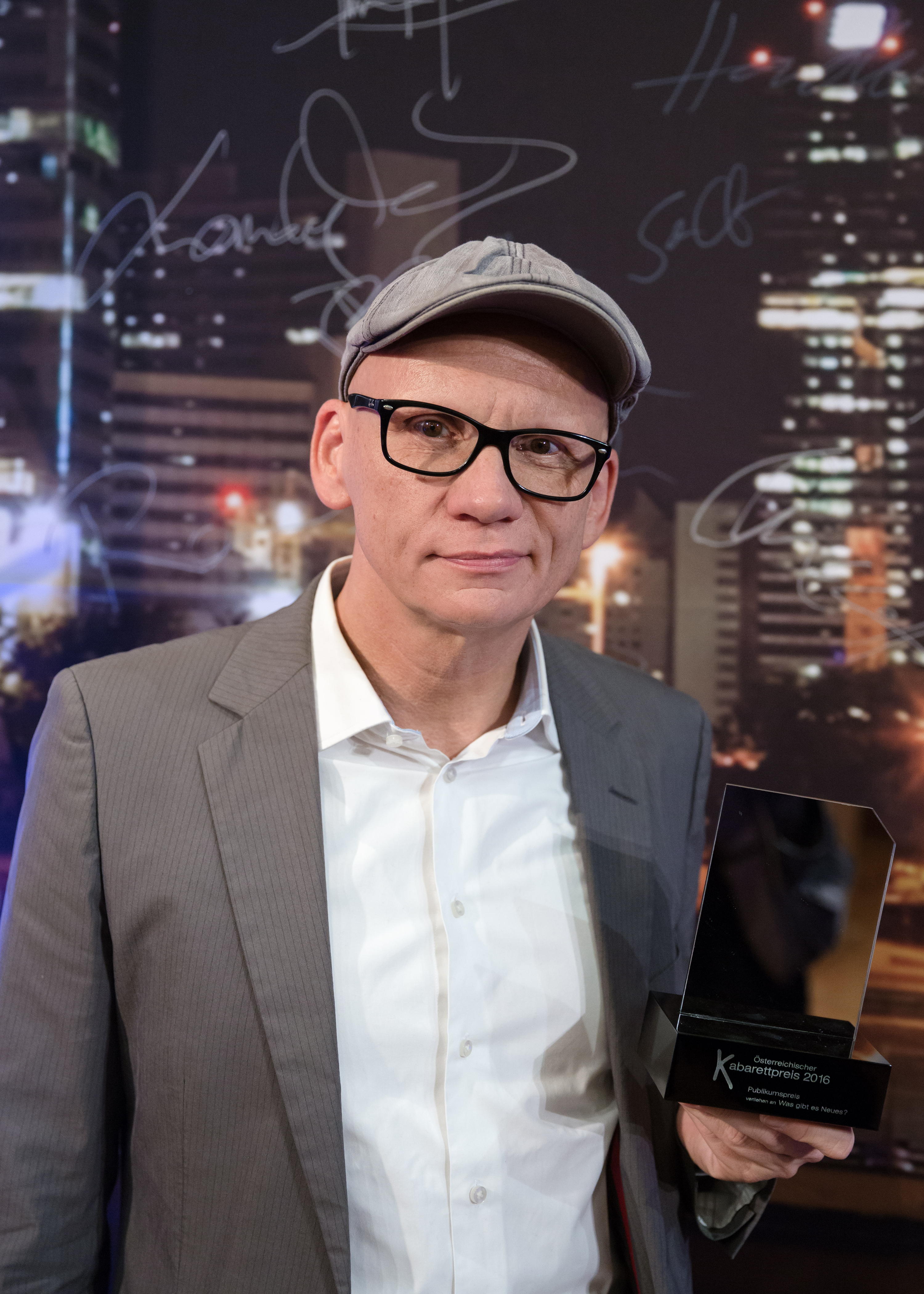
Oliver Baier (* 1965)

- Baier, Ortwin (* 1958), deutscher Politiker (SPD), MdL
- Baier, Othmar (1905–1980), deutscher Mathematiker
- Baier, Otto (* 1877), deutscher Unternehmer
- Baier, Otto (* 1898), deutscher Bauingenieur und Ministerialbeamter
- Baier, Otto (* 1943), deutscher Schmied und zeitgenössischer Künstler
- Baier, Richard (* 1926), deutscher Rundfunksprecher und Journalist
- Baier, Rolf (* 1918), deutscher Fußballspieler
- Baier, Rudolf (1818–1907), deutscher Wissenschaftler, erster Stralsunder Museumsdirektor
- Baier, Rudolf (1892–1945), deutscher Radrennfahrer
- Baier, Sibylle, deutsche Musikerin, Komponistin und Schauspielerin
- Baier, Silvio (* 1978), deutscher Schachspieler und Schachkomponist
- Baier, Simon (* 1979), deutscher Kunsthistoriker und Hochschullehrer
- Baier, Stefan (* 1967), deutscher Organist, Cembalist und Musikpädagoge
- Baier, Stephan (* 1965), deutscher römisch-katholischer Theologe, Journalist und Sachbuchautor
- Baier, Thomas (* 1967), deutscher Altphilologe
- Baier, Thomas Michael (* 1950), österreichischer Diplomat
- Baier, Tibor (* 1966), ungarischer Langstreckenläufer
- Baier, Viktor (* 2005), tschechischer Fußballspieler
- Baier, Vinzenz (1881–1955), österreichisch-deutscher Architekt
- Baier, Walter (1907–1997), deutscher Unternehmer
- Baier, Walter (1929–2000), deutscher Wissenschaftsjournalist
- Baier, Walter (* 1954), österreichischer Politiker (KPÖ)Walter Baier (* 1954)

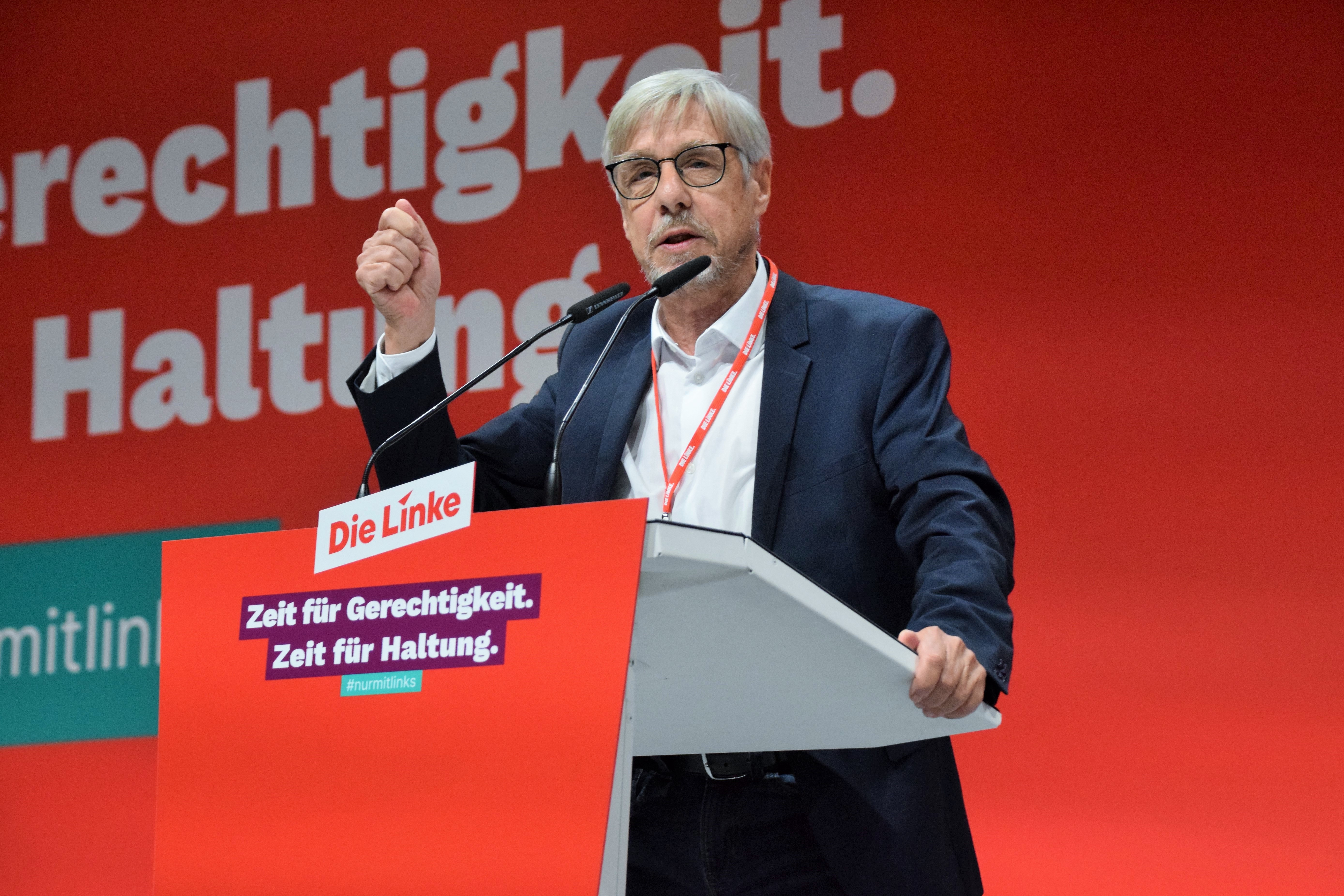
Walter Baier (* 1954)

- Baier, Walther (1903–2003), deutscher Tierarzt, Veterinärgynäkologe und -kliniker
- Baier, Wenzel (1869–1956), sudetendeutscher Lehrer, Kommunalpolitiker und Heimatforscher
- Baier, Werner (* 1943), deutscher Unternehmer
- Baier-Loef, Anke (* 1972), deutsche Eisschnellläuferin
- Baier-Müller, Indra (* 1971), deutsche Kommunalpolitikerin (Freie Wähler)
- Baierer, Anton (* 1931), deutscher Hochschulpräsident
- Baierl, Anita (* 1988), österreichische Leichtathletin
- Baierl, Ben (* 2000), deutscher American-Football-Spieler
- Baierl, Carl (1895–1977), österreichisch-deutscher Komiker und Volksschauspieler
- Baierl, Helmut (1926–2005), deutscher Schriftsteller und Vizepräsident der Akademie der Künste der DDR
- Baierl, Theodor (1881–1932), deutscher Maler, Freskant und Glasmaler
- Baierlein, Joseph (1839–1919), deutscher Schriftsteller
- Baierlein, Marie (* 1869), deutsche Schriftstellerin
- Baierlein, Peer (* 1972), deutscher Musiker und Komponist
- Baierlein, Stefan, deutscher Basketballspieler
- Baiesi, Daniele (* 1975), italienischer Basketballfunktionär

### Baif
- Baïf, Jean-Antoine de (1532–1589), französischer Dichter
- Baïf, Lazare de (1496–1547), französischer Humanist und Diplomat

### Baig
- Baig, Diana (* 1995), pakistanische Cricketspielerin
- Baig, Jeremy (* 1975), kanadischer Skispringer und Skisprungtrainer
- Baig, Khalid J. (1956–2006), pakistanischer Herpetologe und Naturschützer
- Baig, Mirza Rashid Ali (1905–1979), indischer Diplomat
- Baigent, Bertie (* 1995), englischer Dirigent, Komponist und Organist
- Baigent, Michael (1948–2013), britisch-neuseeländischer Autor
- Baighasin, Emir (* 1984), kasachischer Filmregisseur und Drehbuchautor
- Baigorria, Giuliana (* 2005), argentinische Hammerwerferin

### Baih
- Baïhaut, Charles (1843–1917), französischer Politiker

### Baij
- Baijens, Dani (* 1998), niederländischer HandballspielerDani Baijens (* 1998)

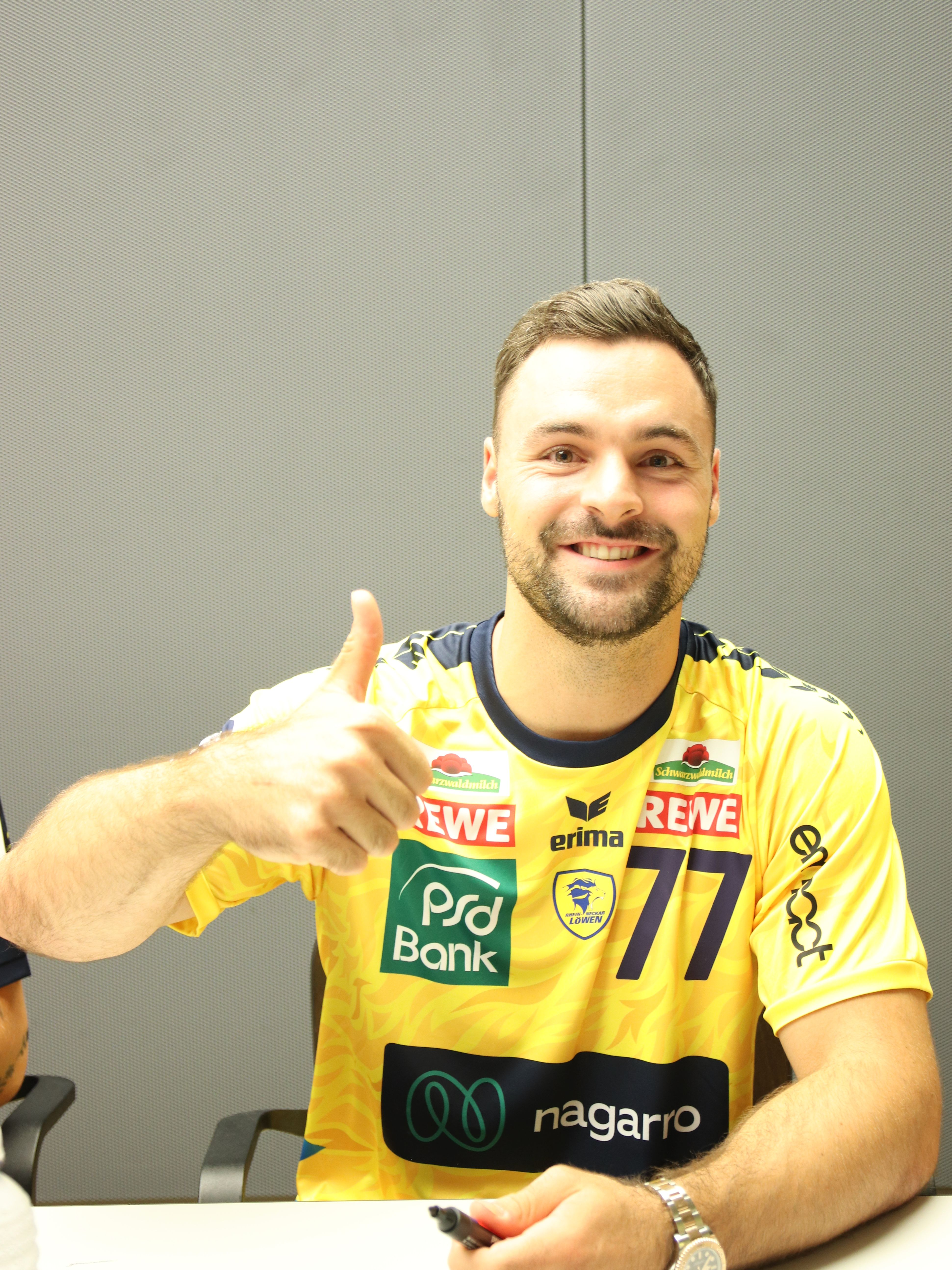
Dani Baijens (* 1998)

- Baijens, Indy (* 2001), niederländische Volleyballspielerin
- Baijings, Jill (* 2001), niederländische Fußballspielerin
- Baiju, mongolischer Militärgouverneur in Persien

### Baik
- Baik, Hyun-man (* 1964), südkoreanischer Boxer
- Baik, Mi-ra (* 1987), südkoreanische Biathletin
- Baikas, Nicos (* 1948), griechischer Künstler
- Baikauskaitė, Laimutė (* 1956), litauische Leichtathletin
- Baiker, Alfons (* 1945), Schweizer Chemiker
- Baiker, Stefan (* 1966), Schweizer Maschineningenieur, Autor und Verleger
- Baikie, Mary Anne (1861–1950), schottisch-britische Frauenrechtlerin
- Baikie, Robert († 1817), schottischer Politiker, Mitglied des House of Commons
- Baikie, William Balfour (1824–1864), schottischer Afrikaforscher
- Baikovs, Oļegs (* 1984), lettischer Fußballspieler
- Baikow, Alexander Alexandrowitsch (1870–1946), russischer Metallurg, Chemiker und Hochschullehrer
- Baikow, Fjodor Issakowitsch (1612–1663), russischer Forschungsreisender und Diplomat
- Baikštys, Juozas (* 1998), litauischer Hochspringer
- Baikštytė, Urtė (* 1999), litauische Hochspringerin

### Bail
- Bail, Albrecht (1915–1991), deutscher Agrarwissenschaftler und Hochschullehrer
- Bail, Bernadette (* 1984), deutsche Fußballspielerin
- Bail, Ernst (1871–1951), deutscher Ministerialbeamter und Wirtschaftsjurist
- Bail, Hanns (1921–1995), deutscher Maler, Grafiker und Bildhauer
- Bail, Hugo (1863–1942), Jurist und Bürgermeister in Danzig
- Bail, Murray (* 1941), australischer Schriftsteller
- Bail, Oskar (1869–1927), österreichischer Mediziner und Rassentheoretiker
- Bail, Otto (1904–1987), deutscher Wirtschaftswissenschaftler
- Bail, Robert (1823–1870), schlesischer Eisenbahndirektor und Politiker
- Bail, Theodor (1833–1922), deutscher Lehrer, Botaniker und Mykologe
- Bail, Ulrike (* 1960), deutsche Schriftstellerin und evangelische Theologin

#### Baila
- Bailar, Benjamin F. (1934–2017), US-amerikanischer Geschäftsmann, United States Postmaster General (1975–1978)
- Bailar, John C. junior (1904–1991), US-amerikanischer Chemiker

#### Bailb
- Bailbé, Jacques (1924–1992), französischer Romanist und Literaturwissenschaftler

#### Baild
- Baildon, John (1772–1846), deutscher Bauingenieur und KonstrukteurJohn Baildon (1772–1846)

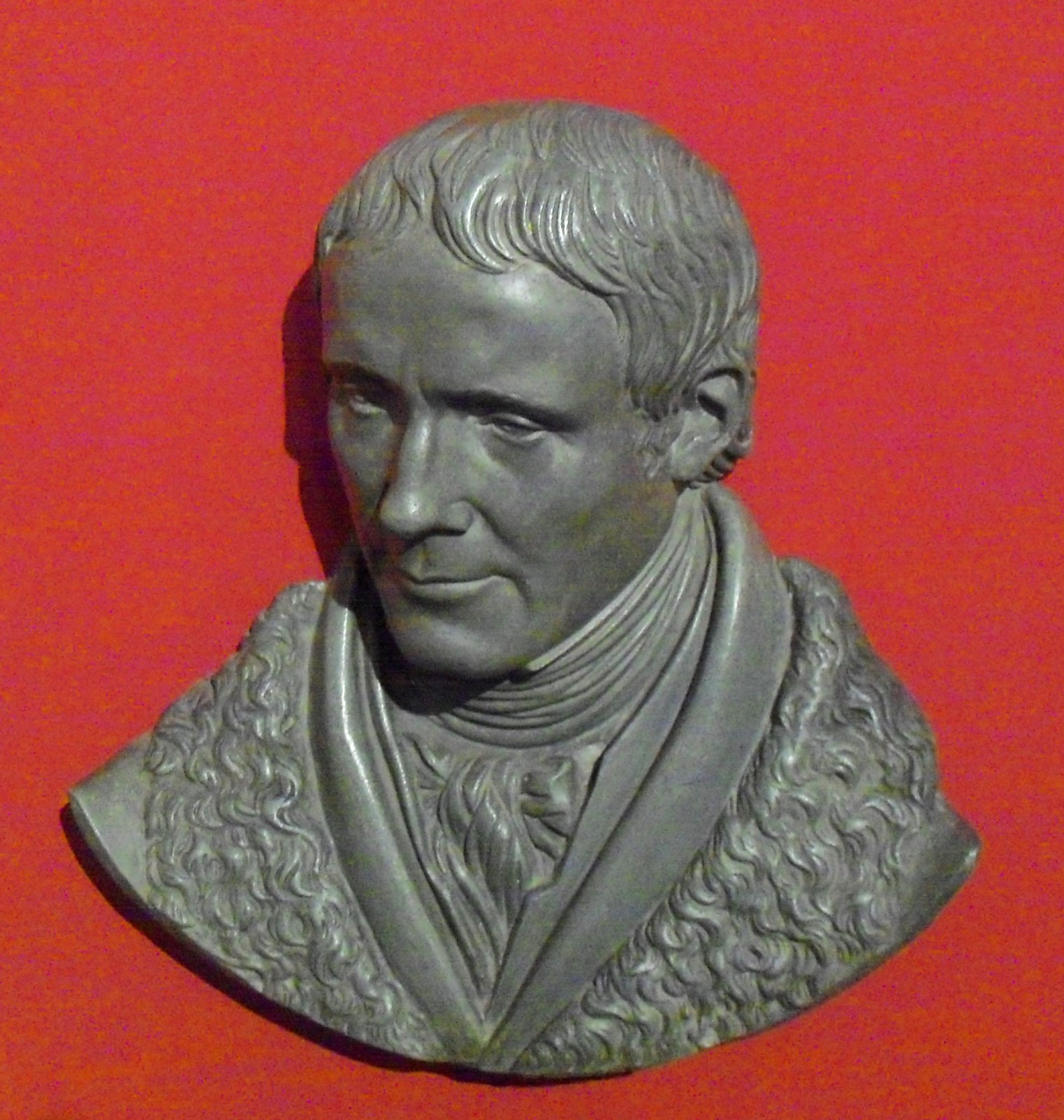
John Baildon (1772–1846)

#### Baile
- Baïleche, Louisa (* 1977), französische Sängerin, Tänzerin und Darstellerin
- Bailen, Nick (* 1989), belarussisch-amerikanischer Eishockeyspieler
- Bailer, Julius von (1853–1918), württembergischer Generalmajor
- Bailer, Nonus von (1820–1892), württembergischer Oberamtmann
- Bailer-Galanda, Brigitte (* 1952), österreichische Sozialwissenschaftlerin und Historikerin
- Bailer-Jones, Daniela (1969–2006), deutsche Philosophin und Hochschullehrerin
- Bailes, Alyson (1949–2016), britische Diplomatin und Direktorin des Stockholm International Peace Research Institute
- Bailes, Frederick (1889–1970), neuseeländisch-amerikanischer Autor, Theologe und Alternativmediziner
- Bailes, Margaret (* 1951), US-amerikanische Leichtathletin
- Bailess, Katherine (* 1980), US-amerikanische Schauspielerin
- Bailet, Margot (* 1990), französische Skirennläuferin
- Bailet, Matthieu (* 1996), französischer Skirennläufer
- Bailetti, Antonio (* 1937), italienischer Radsportler, Olympiasieger im Radsport
- Bailetti, Paolo (* 1980), italienischer Radrennfahrer
- Bailey Rae, Corinne (* 1979), britische Singer-Songwriterin und zweifache Grammy-Preisträgerin
- Bailey Smith, Michael (* 1957), US-amerikanischer SchauspielerMichael Bailey Smith (* 1957)

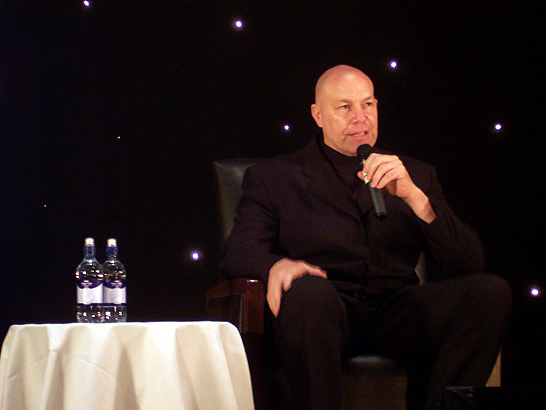
Michael Bailey Smith (* 1957)

- Bailey, Abraham (1895–1939), US-amerikanischer Baseballspieler
- Bailey, Ace (1903–1992), kanadischer Eishockeyspieler
- Bailey, Ace (* 2006), US-amerikanischer Basketballspieler
- Bailey, Alan (1881–1961), kanadischer Ruderer
- Bailey, Aldrich (* 1994), US-amerikanischer Leichtathlet
- Bailey, Aleen (* 1980), jamaikanische Sprinterin und Olympiasiegerin
- Bailey, Alexander H. (1817–1874), US-amerikanischer Jurist und Politiker
- Bailey, Alfred Marshall (1894–1978), US-amerikanischer Ornithologe
- Bailey, Alice (1880–1949), englisch-US-amerikanische Esoterikerin, Theosophin und Autorin
- Bailey, Alisha (* 1987), britische Schauspielerin
- Bailey, Allie (* 1993), US-amerikanische Fußballspielerin
- Bailey, Amelia (1842–1932), australische Sängerin
- Bailey, Amy (1895–1990), jamaikanische Lehrerin und Frauenrechtlerin
- Bailey, Amy (* 1975), US-amerikanische Schauspielerin
- Bailey, Andrew (* 1959), britischer Bankmanager
- Bailey, Andrew (* 1968), britischer Basketballspieler
- Bailey, Angela (1962–2021), kanadische Sprinterin
- Bailey, Anthony (1933–2020), britischer Schriftsteller und Journalist
- Bailey, Barbara (* 1942), jamaikanische Hochschullehrerin
- Bailey, Benita Sarah (* 1984), deutsche Schauspielerin und FilmemacherinBenita Sarah Bailey (* 1984)

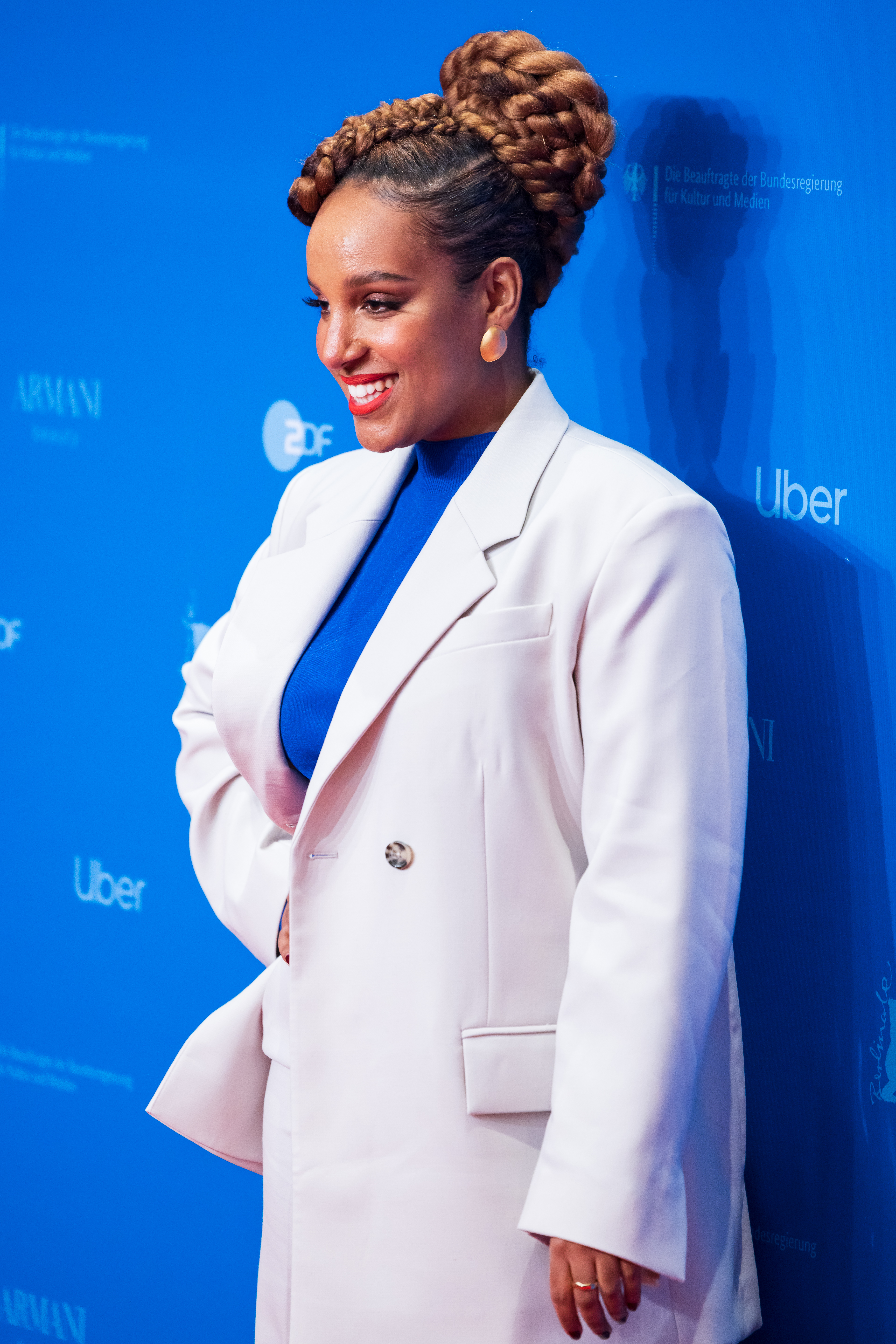
Benita Sarah Bailey (* 1984)

- Bailey, Benjamin (1791–1871), englischer Missionar in Kerala
- Bailey, Benny (1925–2005), amerikanischer Jazztrompeter, Flügelhornist und Sänger
- Bailey, Bert (1868–1953), australischer Schauspieler, Schriftsteller und Theaterimpresario
- Bailey, Bill (* 1964), englischer Komiker, Musiker und SchauspielerBill Bailey (* 1964)

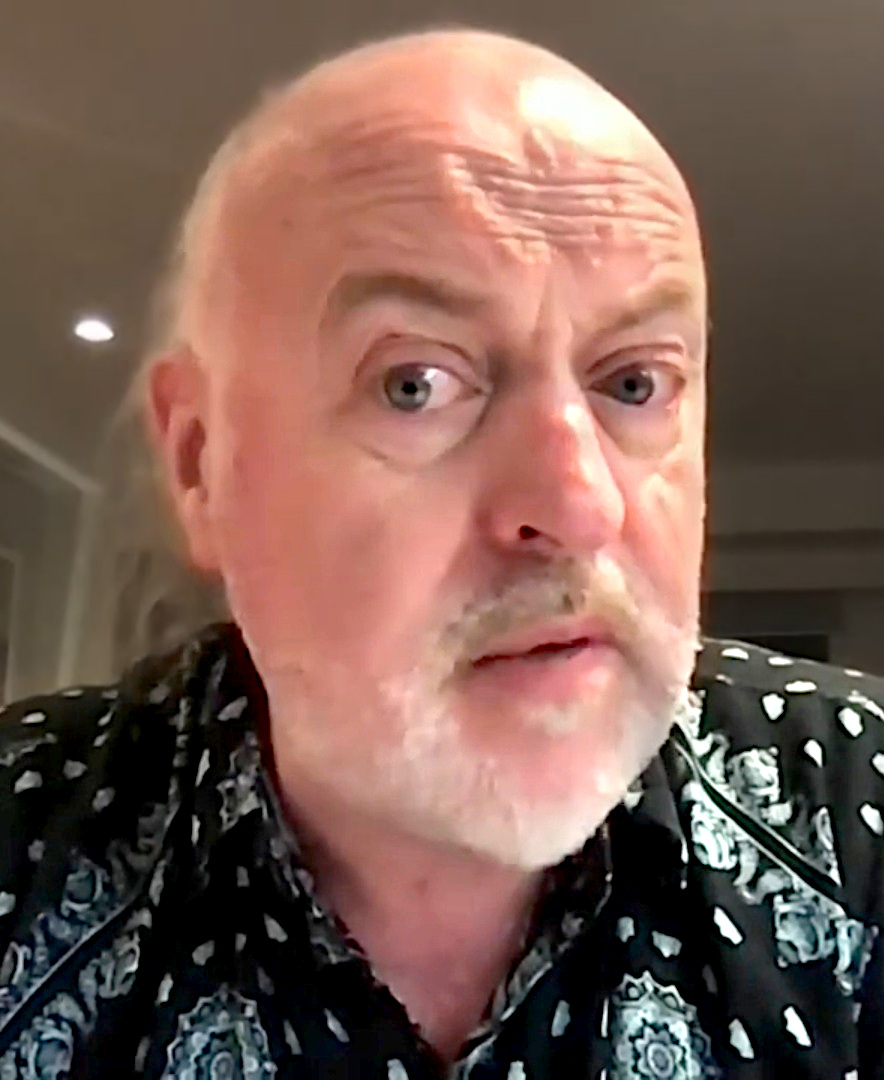
Bill Bailey (* 1964)

- Bailey, Billy (1947–1996), US-amerikanischer Mörder
- Bailey, Blake (* 1963), US-amerikanischer Schriftsteller und Biograf
- Bailey, Bob (1931–2003), kanadischer Eishockeyspieler
- Bailey, Brant (* 1977), US-amerikanischer Basketballspieler
- Bailey, Brian (1932–2022), britischer Sportschütze
- Bailey, Bryan (* 1980), US-amerikanisch-jamaikanischer Basketballspieler
- Bailey, Bunty (* 1964), britische Schauspielerin, Tänzerin und Model
- Bailey, Buster (1902–1967), US-amerikanischer Jazz-Klarinettist und Saxophonist des Oldtime Jazz und des Swing
- Bailey, Candace (* 1982), US-amerikanische Schauspielerin
- Bailey, Carl Edward (1894–1948), US-amerikanischer Politiker
- Bailey, Casey (* 1991), US-amerikanischer Eishockeyspieler
- Bailey, Catherine (* 1980), britische Schauspielerin
- Bailey, Champ (* 1978), US-amerikanischer Footballspieler
- Bailey, Charles-James N. (1926–2023), US-amerikanischer Sprachwissenschaftler und Hochschullehrer
- Bailey, Chloe (* 1998), US-amerikanische SängerinChloe Bailey (* 1998)

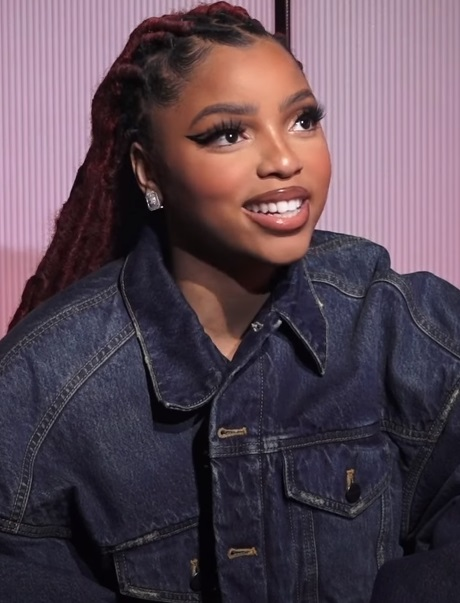
Chloe Bailey (* 1998)

- Bailey, Chris (* 1962), US-amerikanischer Animator und Filmregisseur
- Bailey, Chris (* 1967), US-amerikanischer Radrennfahrer
- Bailey, Chris (* 1972), US-amerikanische Eishockeyspielerin
- Bailey, Christopher (* 1971), britischer Modedesigner, der für Burberry tätig war (2001–2018)
- Bailey, Christopher (* 1992), deutscher Schauspieler
- Bailey, Christopher (* 2000), US-amerikanischer Sprinter
- Bailey, Cleveland M. (1886–1965), US-amerikanischer Politiker
- Bailey, Colin (1934–2021), US-amerikanischer Jazzmusiker
- Bailey, Consuelo N. (1899–1976), US-amerikanische Anwältin und Politikerin
- Bailey, Cyril (1871–1957), britischer Klassischer Philologe
- Bailey, Dan (* 1988), US-amerikanischer American-Football-Spieler
- Bailey, Daniel (* 1986), antiguanischer Leichtathlet
- Bailey, Dave (1926–2023), US-amerikanischer Jazz-Schlagzeuger
- Bailey, David (1933–2004), US-amerikanischer Schauspieler
- Bailey, David (* 1938), britischer FotografDavid Bailey (* 1938)

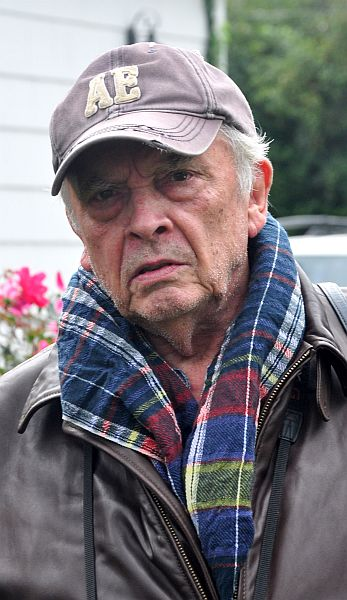
David Bailey (* 1938)

- Bailey, David (1945–2022), kanadischer Leichtathlet
- Bailey, David Harold (* 1948), US-amerikanischer Mathematiker und Informatiker
- Bailey, David Jackson (1812–1897), US-amerikanischer Politiker
- Bailey, DeFord (1899–1982), US-amerikanischer Country-Sänger
- Bailey, Derek (1930–2005), britischer Gitarrist und Improvisationsmusiker
- Bailey, Dion (* 1992), US-amerikanischer Footballspieler
- Bailey, Dona (* 1955), US-amerikanische Informatikerin, Computerspieledesignerin und Hochschullehrerin
- Bailey, Donald (1934–2013), US-amerikanischer Jazzschlagzeuger
- Bailey, Donald A. (1945–2020), US-amerikanischer Politiker
- Bailey, Donovan (* 1967), kanadischer Leichtathlet, hielt mehrere Welt- und Olympiarekorde
- Bailey, Dorian (* 1997), US-amerikanische Fußballspielerin
- Bailey, Drew, australischer Filmproduzent
- Bailey, Edward Battersby (1881–1965), britischer Geologe
- Bailey, Eion (* 1976), US-amerikanischer Schauspieler
- Bailey, Elden C. (1922–2004), US-amerikanischer Perkussionist
- Bailey, Elles, britische Singer-Songwriterin
- Bailey, Elvyonn (* 1991), US-amerikanischer Sprinter
- Bailey, Eric (1905–1989), britischer Politiker, Mitglied des House of Commons
- Bailey, Florence Augusta Merriam (1863–1948), US-amerikanische Ornithologin
- Bailey, Frank (1907–1969), englischer Fußballspieler
- Bailey, Frederick Manson (1827–1915), australischer Botaniker
- Bailey, Frederick Marshman (1882–1967), britischer Offizier und Forschungsreisender
- Bailey, G. W. (* 1944), US-amerikanischer SchauspielerG. W. Bailey (* 1944)

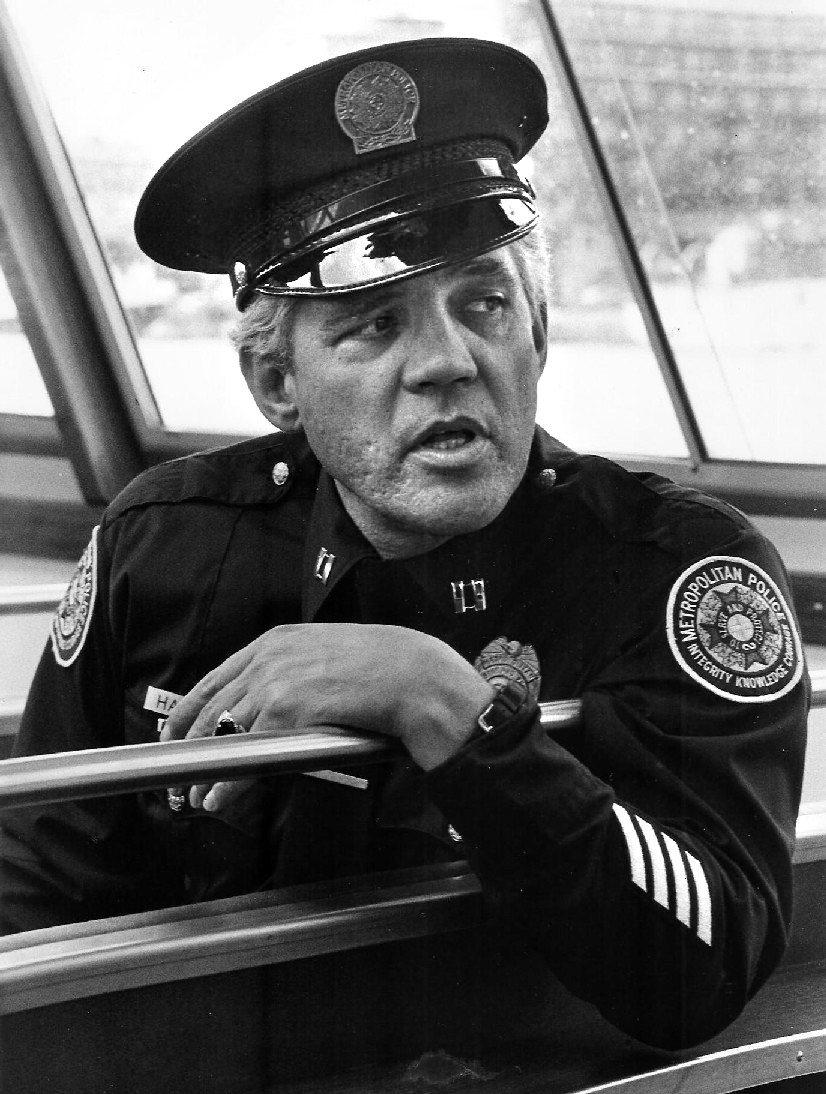
G. W. Bailey (* 1944)

- Bailey, Garnet (1948–2001), kanadischer Eishockeyspieler, -trainer und -scout
- Bailey, Gary (* 1958), englischer Fußballspieler
- Bailey, George (1906–2000), britischer Hindernis- und Langstreckenläufer
- Bailey, George Herbert (1852–1924), englischer Chemiker
- Bailey, George W. (1833–1865), US-amerikanischer Politiker und Anwalt
- Bailey, Goldsmith (1823–1862), US-amerikanischer Politiker
- Bailey, Guy W. (1876–1940), US-amerikanischer Politiker, Anwalt und Präsident der University of Vermont
- Bailey, Halle (* 2000), US-amerikanische Sängerin und SchauspielerinHalle Bailey (* 2000)

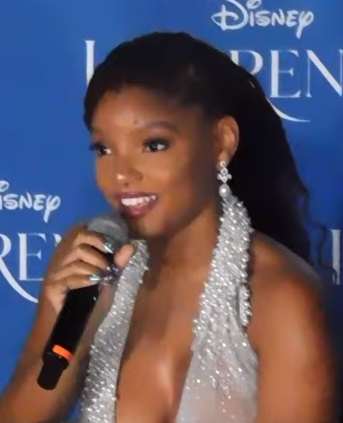
Halle Bailey (* 2000)

- Bailey, Harold Walter (1899–1996), britischer Sprachwissenschaftler
- Bailey, Henry (1893–1972), US-amerikanischer Sportschütze
- Bailey, Herbert (1894–1955), englischer Fußballspieler
- Bailey, Hilary (1936–2017), britische Schriftstellerin und Herausgeberin
- Bailey, Horace (1881–1960), englischer Fußballspieler
- Bailey, J. Michael (* 1957), US-amerikanischer Sexualwissenschaftler
- Bailey, Jacob Whitman (1811–1857), US-amerikanischer Botaniker und Paläontologe
- Bailey, James (* 1969), australischer Dartspieler
- Bailey, James E. (1822–1885), US-amerikanischer Politiker
- Bailey, Jeremiah (1773–1853), US-amerikanischer Politiker
- Bailey, Joe (* 1961), US-amerikanischer Bogenschütze
- Bailey, Joel (* 1953), US-amerikanischer Schauspieler, Filmproduzent und Drehbuchautor
- Bailey, John (1750–1819), schottischer Landwirt
- Bailey, John (1786–1835), US-amerikanischer Politiker
- Bailey, John (1914–1989), britischer Schauspieler
- Bailey, John (1942–2023), US-amerikanischer Kameramann und Filmregisseur
- Bailey, John (* 1957), englischer Fußballspieler
- Bailey, John, US-amerikanischer Jazzmusiker
- Bailey, John Frederick (1866–1938), australischer Botaniker und Gartenbauer
- Bailey, John Mosher (1838–1916), US-amerikanischer Jurist und Politiker
- Bailey, Jonathan (1940–2008), britischer Theologe und Bischof von Derby
- Bailey, Jonathan (* 1988), britischer SchauspielerJonathan Bailey (* 1988)

Jonathan Bailey (* 1988)

- Bailey, Joseph (1810–1885), US-amerikanischer Politiker
- Bailey, Joseph († 1867), US-amerikanischer Brigadegeneral der Nordstaaten im Amerikanischen Bürgerkrieg
- Bailey, Joseph Weldon (1862–1929), US-amerikanischer Politiker (Demokratische Partei)
- Bailey, Joseph Weldon junior (1892–1943), US-amerikanischer Politiker
- Bailey, Josh (* 1989), kanadischer Eishockeyspieler
- Bailey, Josiah William (1873–1946), US-amerikanischer Politiker
- Bailey, Judy (* 1968), englische Popsängerin
- Bailey, Julian (* 1961), britischer Rennfahrer
- Bailey, Justin (* 1995), US-amerikanischer Eishockeyspieler
- Bailey, Kelly (* 1998), britisch-portugiesische Schauspielerin und Model
- Bailey, Kenneth (1909–1963), britischer Chemiker
- Bailey, Kenneth E. (1930–2016), US-amerikanischer Theologe
- Bailey, Kid, US-amerikanischer Blues-Sänger, -Gitarrist und -Pianist
- Bailey, Kyle (* 1982), US-amerikanischer Basketballspieler
- Bailey, Laura (* 1981), US-amerikanische Synchronsprecherin
- Bailey, Leon (* 1997), jamaikanischer FußballspielerLeon Bailey (* 1997)

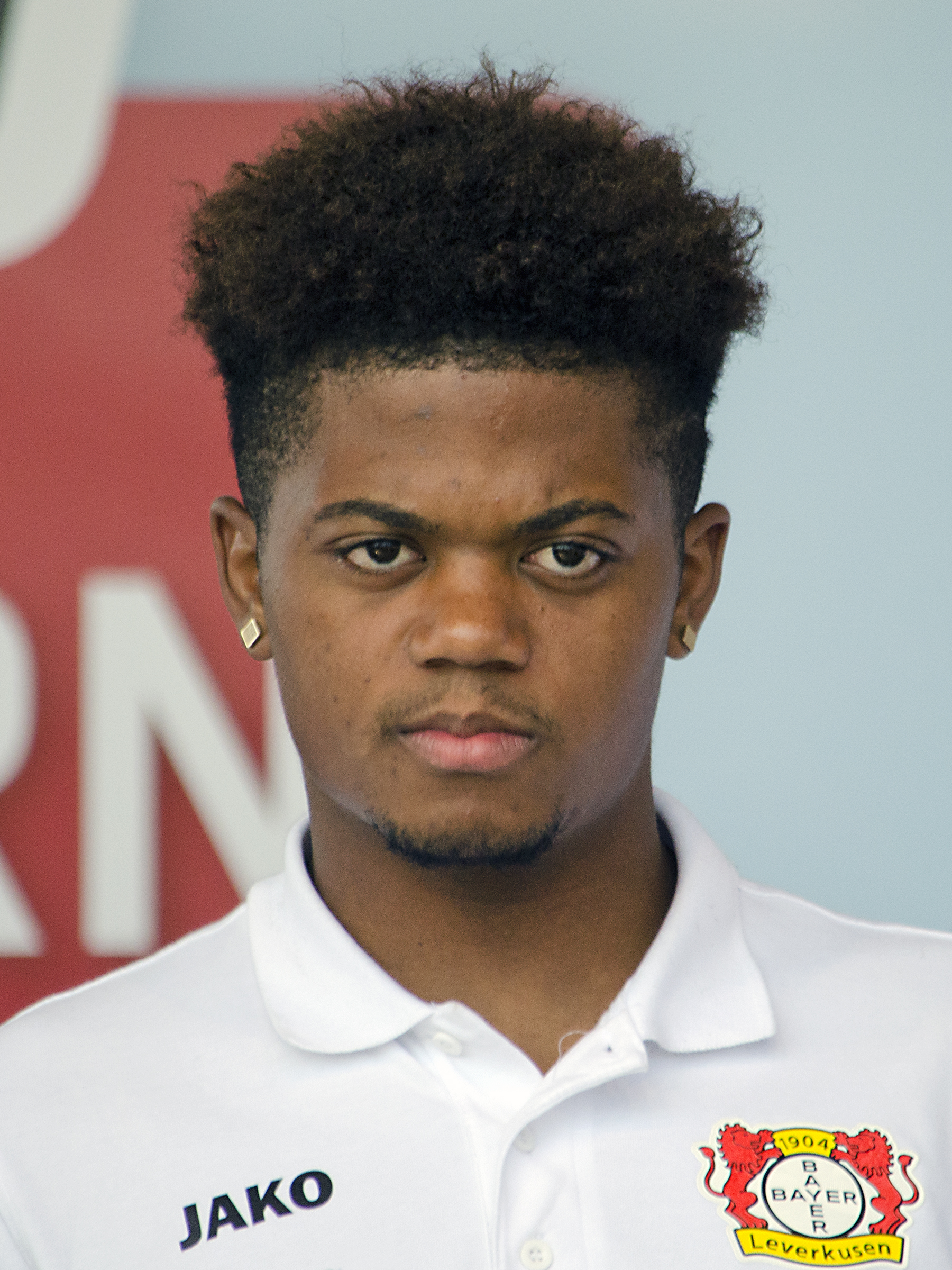
Leon Bailey (* 1997)

- Bailey, Liberty Hyde (1858–1954), US-amerikanischer Botaniker und Mitbegründer der American Society for Horticultural Science
- Bailey, Lowell (* 1981), US-amerikanischer Biathlet
- Bailey, Madilyn (* 1992), amerikanische Sängerin
- Bailey, Madison (* 1999), US-amerikanische Schauspielerin
- Bailey, Marco (* 1970), belgischer DJ und Techno-Produzent
- Bailey, Maria (* 1975), irische Politikerin
- Bailey, Mario (* 1970), US-amerikanischer American-Football-Spieler
- Bailey, Marion (* 1951), britische SchauspielerinMarion Bailey (* 1951)

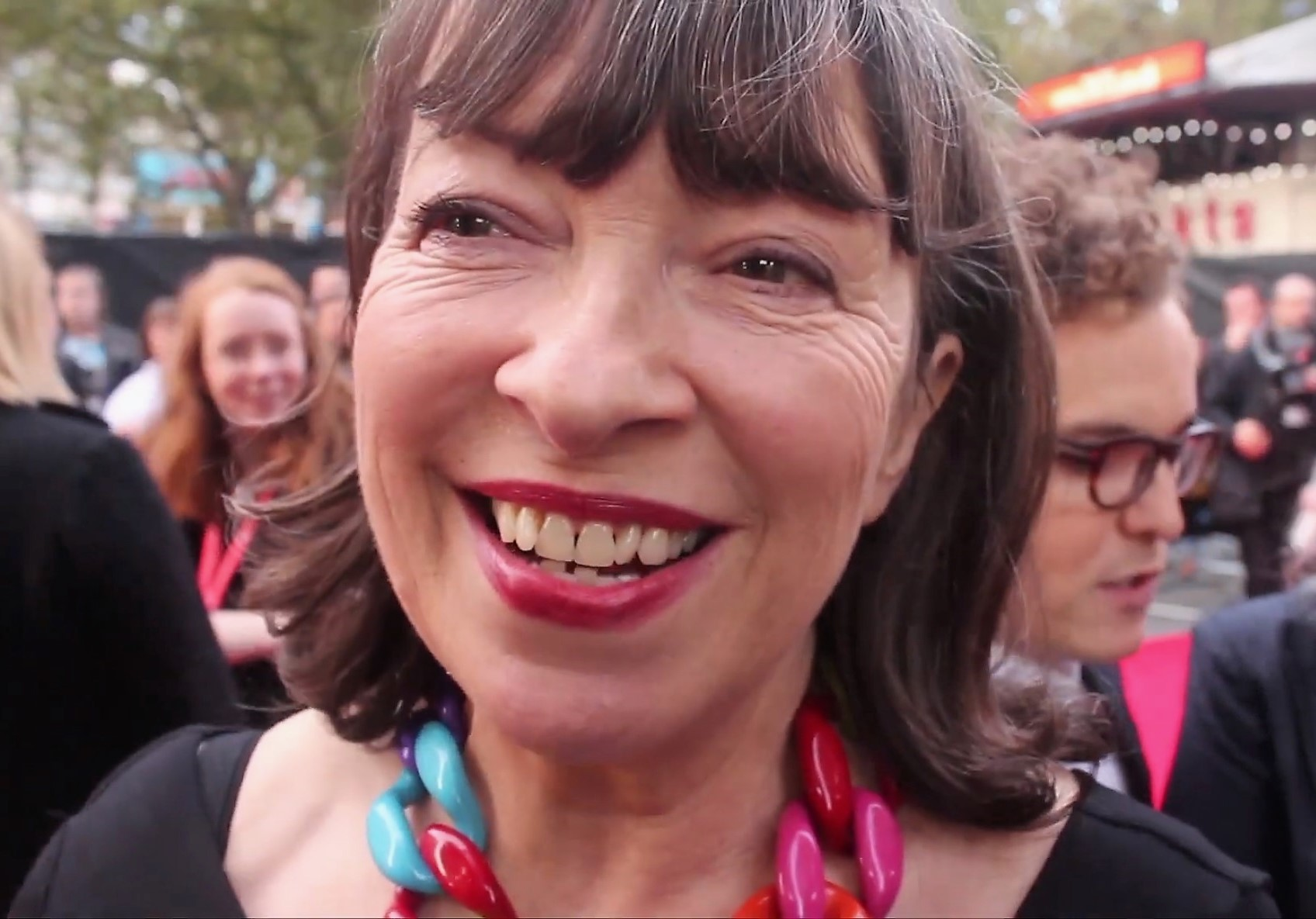
Marion Bailey (* 1951)

- Bailey, Marjorie (* 1947), kanadische Sprinterin
- Bailey, Mary (1890–1960), anglo-irische Fliegerin
- Bailey, Maxwell C. (* 1947), US-amerikanischer Offizier, Generalleutnant der US Air Force
- Bailey, McDonald (1920–2013), britischer Leichtathlet
- Bailey, Mike (* 1988), britischer Schauspieler
- Bailey, Mildred (1907–1951), US-amerikanische Sängerin
- Bailey, Nicky (* 1984), englischer Fußballspieler
- Bailey, Norman (1857–1923), englischer Fußballspieler
- Bailey, Norman (1933–2021), britisch-US-amerikanischer Opernsänger
- Bailey, Oshane (* 1989), jamaikanischer Sprinter
- Bailey, Paul (1937–2024), britischer Autor
- Bailey, Pearl (1918–1990), US-amerikanische Schauspielerin und Sängerin
- Bailey, Percival (1892–1973), US-amerikanischer Neurologe, Physiologe und Psychologe
- Bailey, Philip (* 1951), US-amerikanischer Funk-, Soul- und R&B-KünstlerPhilip Bailey (* 1951)

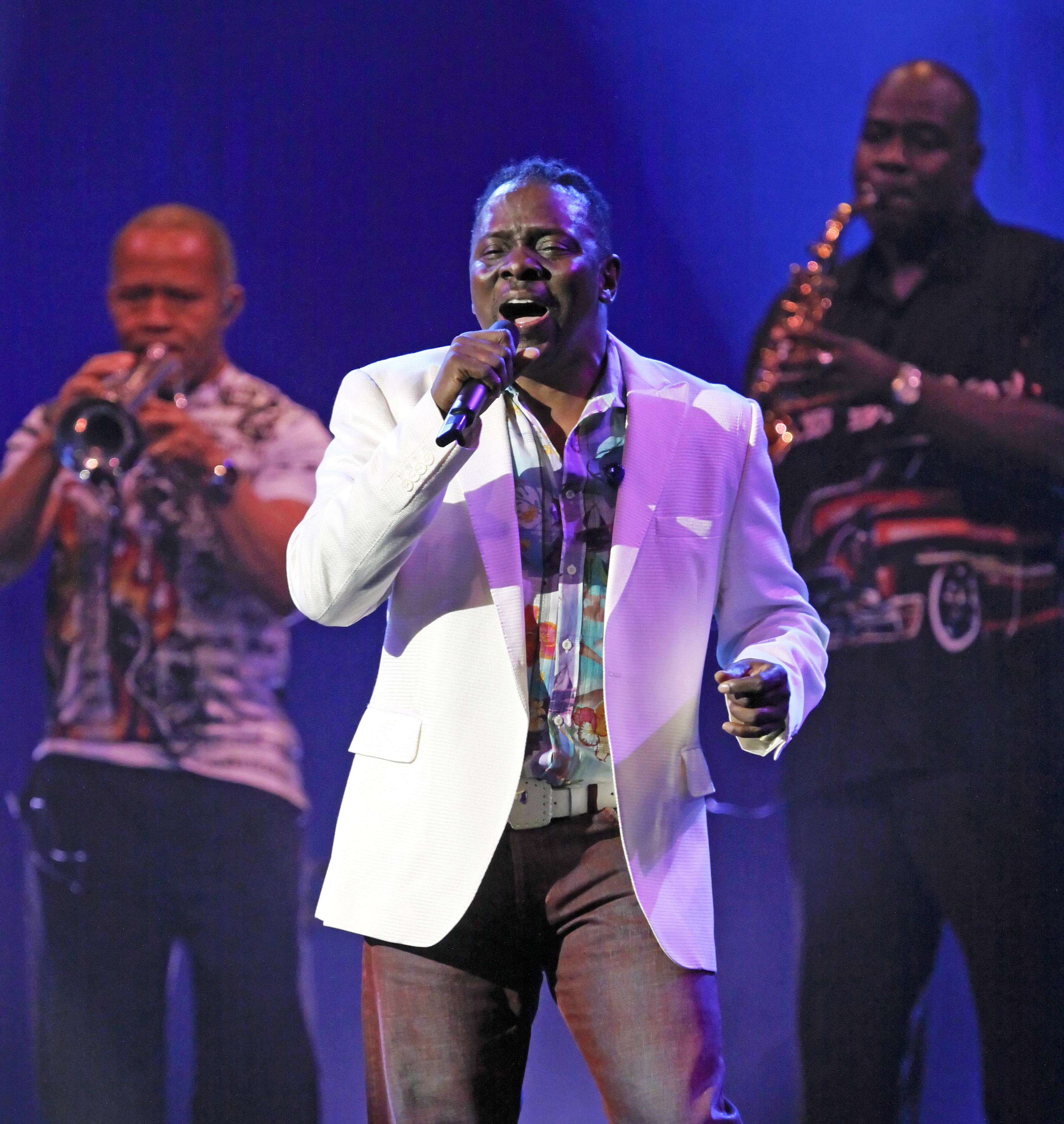
Philip Bailey (* 1951)

- Bailey, Philip James (1816–1902), englischer Jurist und Dichter
- Bailey, Preston (* 2000), US-amerikanischer Schauspieler
- Bailey, Ralph Emerson (1878–1948), US-amerikanischer Politiker
- Bailey, Randall (* 1974), US-amerikanischer Boxer
- Bailey, Raymond (1904–1980), US-amerikanischer Schauspieler
- Bailey, Razzy (1939–2021), US-amerikanischer Country-Sänger und Songwriter
- Bailey, Rector († 1970), US-amerikanischer R&B- und Jazzmusiker
- Bailey, Reeve M. (1911–2011), US-amerikanischer Ichthyologe und Hochschullehrer
- Bailey, Reid (* 1956), kanadischer Eishockeyspieler
- Bailey, Rob, australischer Musiker
- Bailey, Robert L. (1889–1957), US-amerikanischer Politiker
- Bailey, Robin Wayne (* 1952), US-amerikanischer Science-Fiction-Autor und -Herausgeber
- Bailey, Rona (1914–2005), neuseeländische Tänzerin und politische Aktivistin
- Bailey, Ronald Lloyd (* 1959), US-amerikanischer Doppelmörder
- Bailey, Ronald William (1918–2010), britischer Diplomat, Botschafter des Vereinigten Königreiches
- Bailey, Roy (1932–1993), englischer Fußballtorhüter
- Bailey, Roy (1935–2018), britischer Folksänger
- Bailey, Ryan (* 1975), US-amerikanischer Wasserballspieler
- Bailey, Ryan (* 1989), US-amerikanischer Sprinter
- Bailey, Sam (* 1977), britische PopsängerinSam Bailey (* 1977)

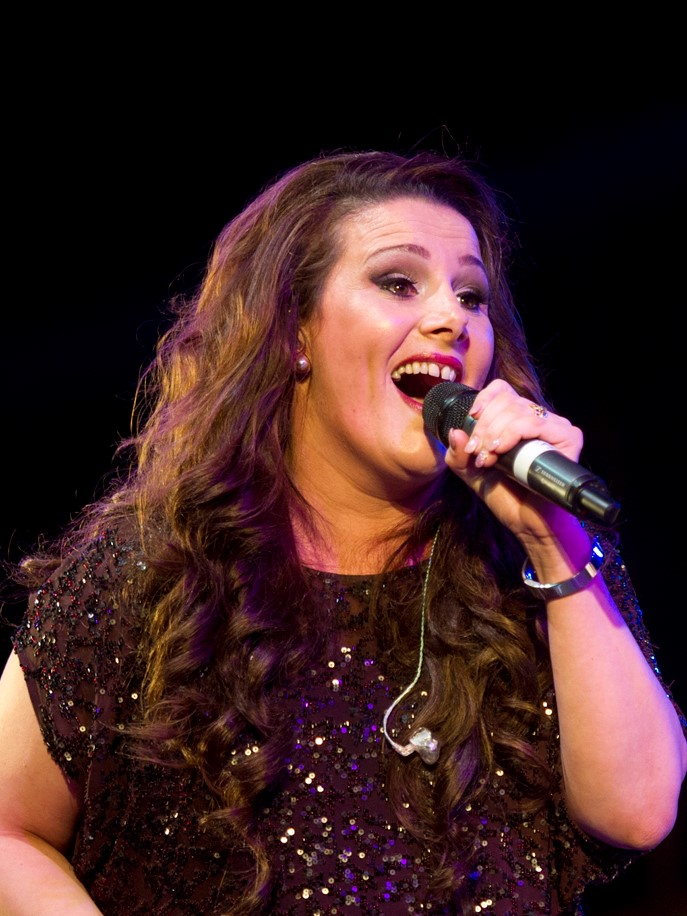
Sam Bailey (* 1977)

- Bailey, Samuel (1791–1870), englischer Ökonom und Philosoph
- Bailey, Sarah Randolph (1885–1972), US-amerikanische Pädagogin und Schulleiterin
- Bailey, Sean (* 1996), US-amerikanischer Sportkletterer
- Bailey, Sean (* 1997), jamaikanischer Leichtathlet
- Bailey, Solon Irving (1854–1931), US-amerikanischer Astronom
- Bailey, Stanley (1904–1938), britischer Akademiker und Begründer der Bailey Conferences
- Bailey, Steve (* 1960), US-amerikanischer E-Bassist
- Bailey, Steven W. (* 1971), US-amerikanischer Schauspieler
- Bailey, Sturges W. (1919–1994), US-amerikanischer Mineraloge
- Bailey, Susan (* 1950), britische Psychiaterin und Hochschullehrerin
- Bailey, Sydney (1884–1967), britischer Radrennfahrer
- Bailey, Tania (* 1979), englische Squashspielerin
- Bailey, Theodorus (1758–1828), US-amerikanischer Politiker
- Bailey, Thomas Jennings (1867–1963), US-amerikanischer Jurist
- Bailey, Thomas L. (1888–1946), US-amerikanischer Politiker
- Bailey, Thurl (* 1961), US-amerikanischer Basketballspieler
- Bailey, Tim, englischer Snookerspieler
- Bailey, Toby (* 1975), US-amerikanischer Basketballspieler
- Bailey, Tony (* 1946), englischer Fußballspieler
- Bailey, Trevor (1923–2011), englischer Cricketspieler
- Bailey, Vernon Orlando (1864–1942), US-amerikanischer Naturforscher und Mammaloge
- Bailey, Victor (1960–2016), US-amerikanischer BassgitarristVictor Bailey (1960–2016)

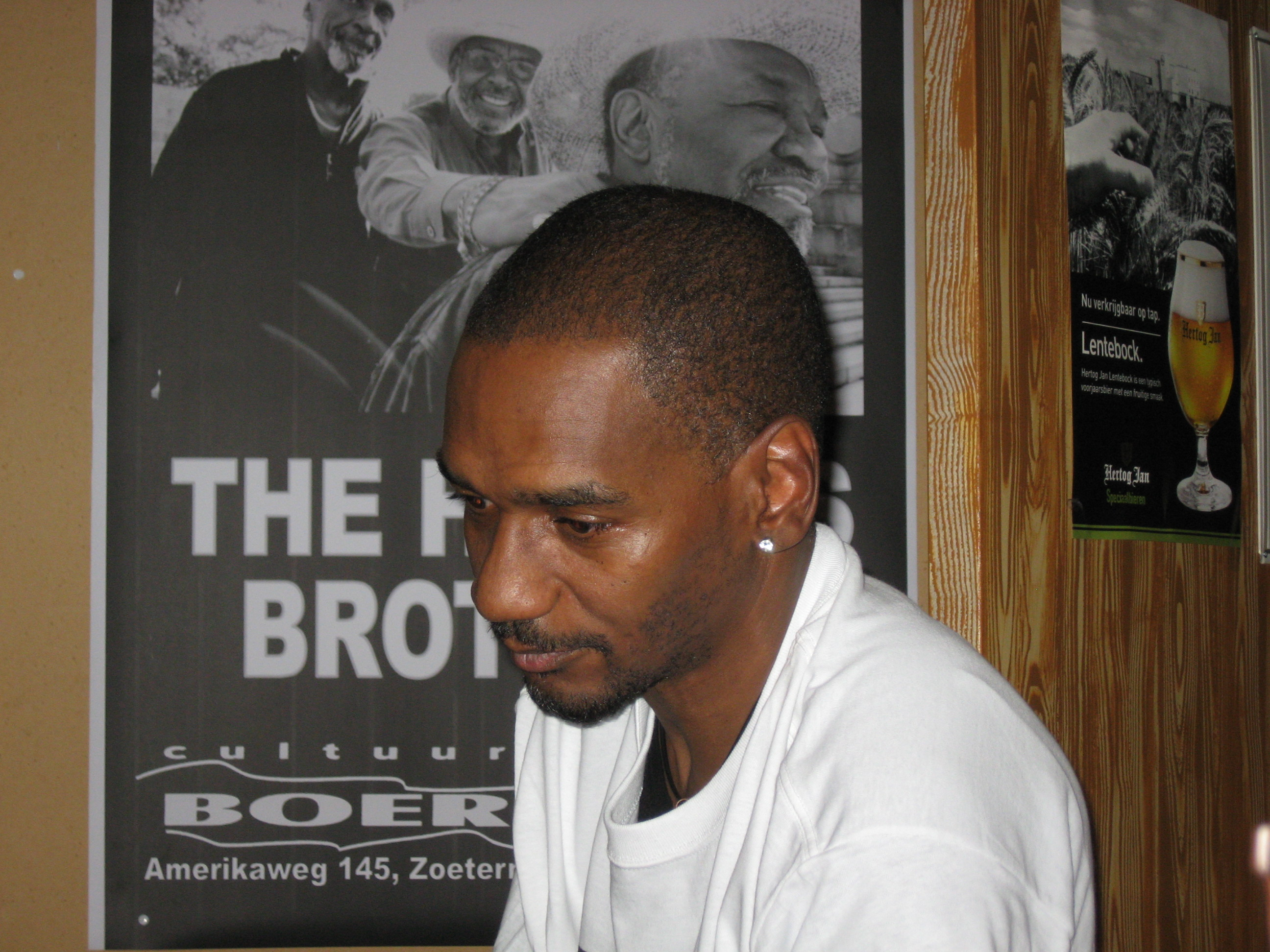
Victor Bailey (1960–2016)

- Bailey, Warren Worth (1855–1928), US-amerikanischer Politiker
- Bailey, Wendell (* 1940), US-amerikanischer Politiker
- Bailey, Wilfrid Norman (1893–1961), britischer Mathematiker
- Bailey, William (1888–1971), britischer Radrennfahrer
- Bailey, William Louis (1882–1982), kanadischer Soziologe und Hochschullehrer
- Bailey, Willis (1854–1932), US-amerikanischer Politiker
- Bailey, Xander, US-amerikanischer Schauspieler, Drehbuchautor, Filmproduzent, Filmregisseur, Synchronsprecher und Autor
- Bailey, Yenith (* 2001), panamaische Fußballtorhüterin
- Bailey, Zuill (* 1972), US-amerikanischer Cellist
- Bailey-Bond, Prano (* 1982), britische Filmregisseurin und Drehbuchautorin
- Bailey-Cole, Kemar (* 1992), jamaikanischer Leichtathlet

#### Baili
- Bailie, David (1937–2021), britischer Schauspieler
- Bailie, Noel (* 1971), nordirischer Fußballspieler
- Bailie, Ryan (* 1990), australischer Triathlet
- Bailin, Hella (1915–2006), deutschamerikanische Künstlerin
- Bailit, Rachel, US-amerikanische Schauspielerin

#### Baill
- Baillargeon, David (* 1996), kanadischer Squashspieler
- Baillargeon, Gilles (1928–2020), kanadischer Geiger und Musikpädagoge
- Baillargeon, Hélène (1916–1997), kanadische Sängerin und Folkloristin
- Baillargeon, Paule (* 1945), kanadische Schauspielerin, Filmregisseurin und Drehbuchautorin
- Baillargeon, Pierre (1916–1967), kanadischer Schriftsteller und Journalist
- Baillarger, Jules (1809–1890), französischer Neurologe und Psychiater
- Baillaud, Benjamin (1848–1934), französischer Astronom
- Baillaud, Jules (1876–1960), französischer Astronom
- Baille, Cyril (* 1993), französischer Rugby-Union-Spieler
- Baille, Jean-Baptistin (1841–1918), französischer Wissenschaftler und Industrieller
- Baillères, Alberto (1931–2022), mexikanischer Unternehmer
- Baillet de Latour, Theodor (1780–1848), österreichischer KriegsministerTheodor Baillet de Latour (1780–1848)

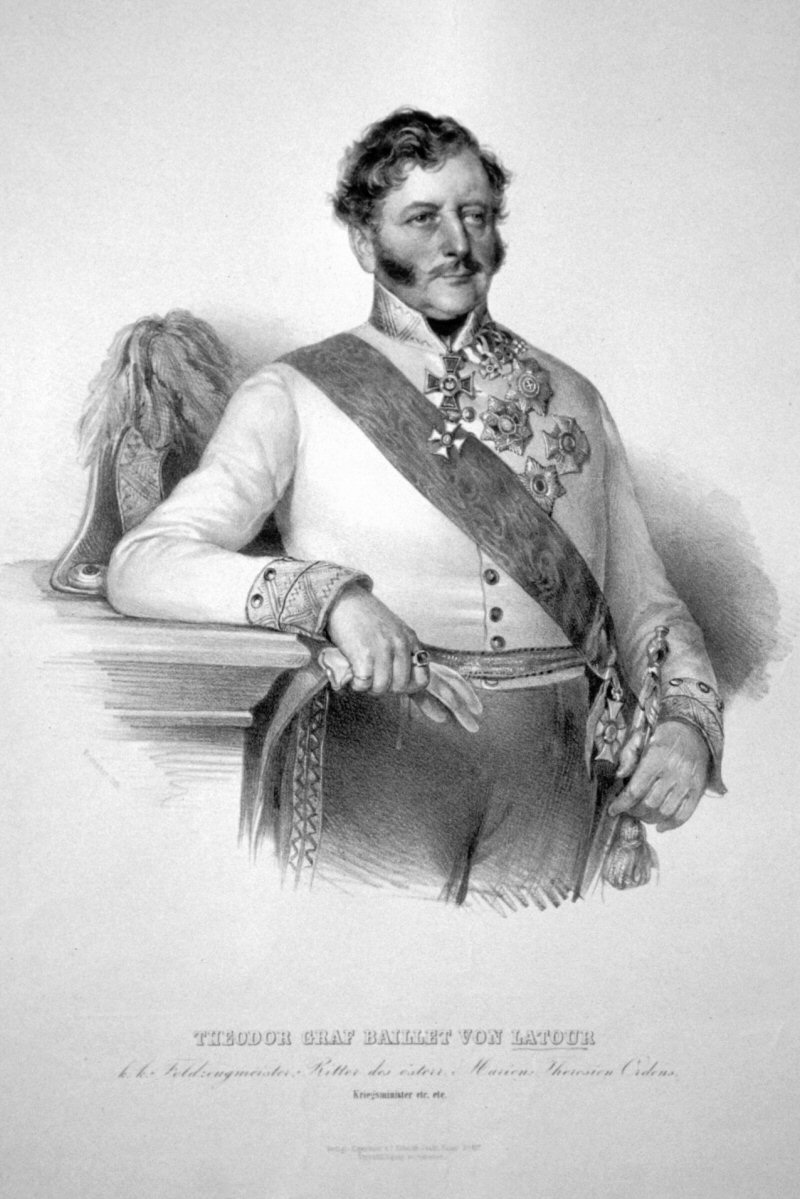
Theodor Baillet de Latour (1780–1848)

- Baillet von Latour, Maximilian von (1737–1806), österreichischer General
- Baillet, Adrien (1649–1706), französischer Bibliothekar, Geistlicher und Historiker
- Baillet, Maurice (1923–1998), französischer katholischer Geistlicher, Bibelwissenschaftler und Epigraphiker
- Bailleu, Paul (1853–1922), deutscher Historiker und Archivar
- Bailleul, Julien (1988–2011), französischer Fußballspieler
- Bailleux, Odile (1939–2024), französische Cembalistin und Organistin
- Baillie, Alastair Turner (1932–2009), britischer Diplomat, Gouverneur von Anguilla
- Baillie, Alexander († 1655), Abt
- Baillie, Alexander (* 1956), britischer Cellist
- Baillie, Bernhard (1673–1743), Abt
- Baillie, Bill (1934–2018), neuseeländischer Mittel- und Langstreckenläufer
- Baillie, Charlie (1902–1987), britischer Schwimmer
- Baillie, Grisell (1665–1746), schottische Aristokratin und Liedtexterin
- Baillie, Isobel (1895–1983), schottische Sängerin (Sopran)
- Baillie, Jackie (* 1964), schottische Politikerin
- Baillie, James Black (1872–1940), britischer Philosoph
- Baillie, Joanna (1762–1851), britische Dichterin der Romantik
- Baillie, John (1806–1859), englisch-österreichischer Eisenbahningenieur
- Baillie, John (1886–1960), schottischer presbyterianischer Theologe
- Baillie, Matthew (1761–1823), schottischer Arzt und Anatom
- Baillie, Michael, 3. Baron Burton (1924–2013), britischer Peer und Politiker
- Baillie, Mike (1944–2023), britischer Dendrochronologe und Hochschullehrer
- Baillie, Peter (1933–2025), neuseeländischer Operntenor
- Baillie, Timothy (* 1979), britischer Kanute
- Baillie-Hamilton, George, 12. Earl of Haddington (1894–1986), schottischer Peer und Politiker
- Baillie-Hamilton, George, Lord Binning (1856–1917), britischer Offizier und Adliger
- Baillie-Hamilton, John, 13. Earl of Haddington (1941–2016), britischer Peer und Politiker
- Bailliet, Cecilia (* 1969), argentinische Rechtswissenschaftlerin und Menschenrechtsexpertin
- Baillieu, Christopher (* 1949), britischer Ruderer
- Baillieu, Jack, australischer Polospieler
- Baillieu, James, 3. Baron Baillieu (* 1950), britischer Peer und Bankier
- Baillieu, Ted (* 1953), australischer Politiker
- Baillieul, François (1697–1754), französischer Kupferstecher, Graveur und Geograph des Königs
- Bailliodz, Abraham von (1736–1815), preußischer Generalmajor
- Bailliu, Lionel (* 1969), französischer Filmregisseur und Drehbuchautor
- Baillod, Jean-Pierre (1771–1853), französischer Generalleutnant
- Baillon, André (1875–1932), belgischer frankophoner Schriftsteller
- Baillon, François (* 1778), französischer Zoologe
- Baillon, Henri Ernest (1827–1895), französischer Botaniker und Arzt
- Baillon, Louis (1881–1965), englischer Hockeyspieler
- Baillon, Sibylle (* 1966), deutschsprachige Schriftstellerin
- Baillot, Anne (* 1976), französische Germanistin
- Baillot, Henri (1924–2000), französischer Fußballspieler
- Baillot, Louis-Victor (1793–1898), französischer Soldat
- Baillot, Pierre (1771–1842), französischer Violinist und Komponist
- Baillou, Guillaume de (1538–1616), französischer Arzt und Begründer der modernen Epidemiologie
- Baillou, Jean (1905–1990), französischer Diplomat, Historiker und Romanist
- Baillou, Johann Ritter von (1684–1758), französisch-österreichischer Naturaliensammler
- Baills, Pascal (* 1964), französischer Fußballspieler
- Bailly, Alice (1872–1938), Schweizer Malerin des Fauvismus, Kubismus und Futurismus
- Bailly, Anne-Lise (* 1983), französische Biathletin und Skilangläuferin
- Bailly, Auguste (1878–1967), französischer Autor, Historiker und Romanist
- Bailly, Benjamin (* 1990), belgischer Automobilrennfahrer
- Bailly, Carol (* 1955), schweizerisch-amerikanische Künstlerin der Art brut
- Bailly, Chicart († 1533), Elfenbeinschnitzer und Händler
- Bailly, David (1584–1657), niederländischer Porträtmaler
- Bailly, Eleonore (* 1991), ivorische Leichtathletin
- Bailly, Eric (* 1994), ivorischer FußballspielerEric Bailly (* 1994)

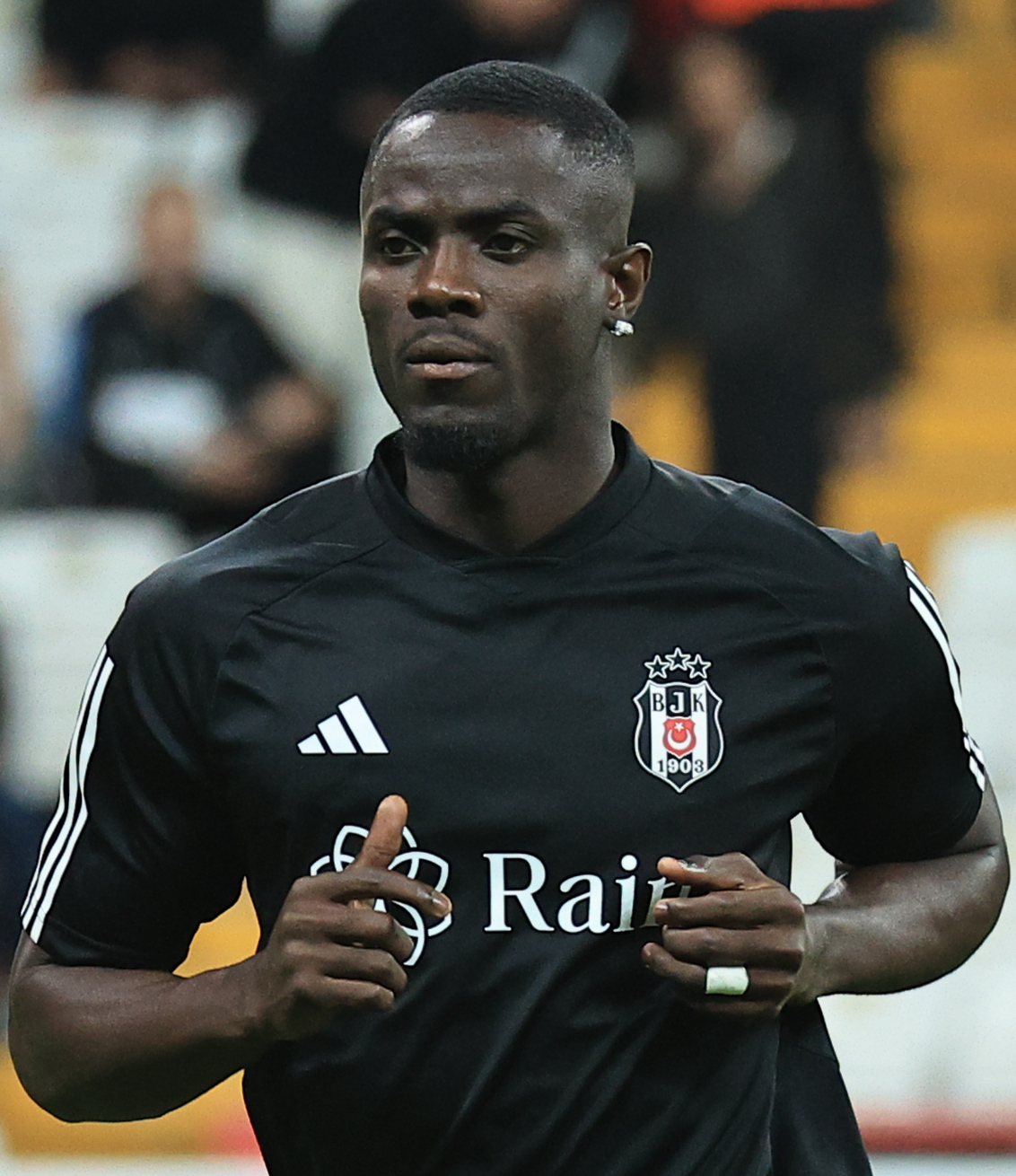
Eric Bailly (* 1994)

- Bailly, Gilles-Arnaud (* 2005), belgischer Tennisspieler
- Bailly, Jacques A. (* 1966), US-amerikanischer Klassischer Philologe und Philosophiehistoriker
- Bailly, Jean (1922–1984), französischer Politiker, Mitglied der Nationalversammlung und Staatssekretär
- Bailly, Jean-Christophe (* 1949), französischer Schriftsteller, Poet und Dramaturg
- Bailly, Jean-Sylvain (1736–1793), französischer Astronom und erster Bürgermeister von Paris
- Bailly, Joseph Alexis (1825–1883), französisch-amerikanischer Bildhauer
- Bailly, Logan (* 1985), belgischer Fußballtorwart
- Bailly, Louis (1882–1974), kanadischer Violinist und Musikpädagoge
- Bailly, Louis Germain (* 1787), französischer Glasmaler
- Bailly, Nigel (* 1989), belgischer Autorennfahrer
- Bailly, Peter (1900–1981), deutscher Politiker (SPD)
- Bailly, Sandrine (* 1979), französische BiathletinSandrine Bailly (* 1979)

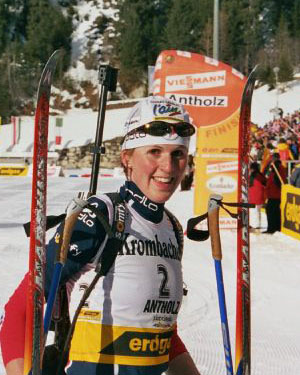
Sandrine Bailly (* 1979)

- Bailly, Sylvie (* 1960), französische Fußballspielerin
- Bailly, Vincent de Paul (1832–1912), französischer Ordensgeistlicher und Publizist
- Bailly-Salins, Patrice (* 1964), französischer Biathlet

#### Bailo
- Bailo, Maureen (* 1971), Schweizer Fernsehmoderatorin
- Bailo, Osvaldo (1912–1997), italienischer Radrennfahrer
- Bailovic, Rudolf (* 1885), österreichischer Kryptoanalytiker

#### Baily
- Baily, Eddie (1925–2010), englischer Fußballspieler
- Baily, Edward Hodges (1788–1867), englischer Bildhauer
- Baily, Francis (1774–1844), englischer Astronom
- Baily, John (* 1943), englischer Musikethnologe
- Baily, Kirk (1963–2022), US-amerikanischer Schauspieler und Synchronsprecher
- Baily, Martin Neil (* 1945), US-amerikanischer Wirtschaftswissenschaftler, Hochschullehrer und Manager
- Baily, Walter (1930–2013), US-amerikanischer Mathematiker
- Bailyn, Bernard (1922–2020), amerikanischer Historiker
- Bailyn, Lotte (* 1930), US-amerikanische Sozialpsychologin

### Baim
- Baimaghanbetow, Serik (* 1958), kasachischer Politiker
- Baimakow, Georgi (* 1894), russischer Schwimmer
- Baime, A. J. (* 1971), US-amerikanischer Autor, Journalist und Redner
- Bäimenow, Älichan (* 1959), kasachischer Politiker
- Baimenow, Murat (* 1969), kasachischer Politiker

### Bain
- Bain, Alexander (1811–1877), schottischer Uhrmacher und ErfinderAlexander Bain (1811–1877)

Alexander Bain (1811–1877)

- Bain, Alexander (1818–1903), schottischer Philosoph und Pädagoge
- Bain, Aly (* 1946), schottischer Fiddler
- Bain, Andretti (* 1985), bahamaischer Leichtathlet
- Bain, Andrew Geddes († 1864), britischer Geologe schottischer Abstammung
- Bain, Barbara (* 1931), US-amerikanische SchauspielerinBarbara Bain (* 1931)

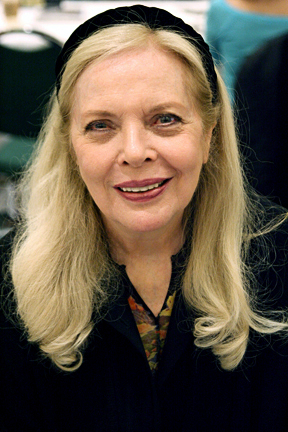
Barbara Bain (* 1931)

- Bain, Bob (1924–2018), US-amerikanischer Jazz-Musiker
- Bain, Conrad (1923–2013), kanadisch-US-amerikanischer Schauspieler
- Bain, Dan (1874–1962), kanadischer Eishockeyspieler
- Bain, David (1945–2004), britischer Altphilologe
- Bain, Denys (* 1993), französisch-beninischer Fußballspieler
- Bain, Donald (1935–2017), US-amerikanischer Schriftsteller
- Bain, Edgar (1891–1971), US-amerikanischer Metallurg
- Bain, Jimmy (1947–2016), britischer Bassist
- Bain, Joe (1912–1991), US-amerikanischer Ökonom
- Bain, John (1984–2018), britischer Computerspielkritiker und -kommentator
- Bain, Mary (1904–1972), US-amerikanische Schachspielerin
- Bain, Odile (1939–2012), französische Helminthologin
- Bain, Robert Nisbet (1854–1909), britischer Historiker, Folklorist und Linguist
- Bain, Scott (* 1991), schottischer Fußballtorwart
- Bain, Shelby (* 2001), kanadische Schauspielerin und Tänzerin
- Bain, Thomas Charles John (1830–1893), südafrikanischer Straßenbauingenieur
- Bain, Wilhelmina Sherriff (1848–1944), schottisch-gebürtige neuseeländische Friedensaktivistin, Lehrerin, Buchautorin und Journalistin
- Bain, Willie (* 1972), schottischer Politiker
- Bain-Horsford, Yolande, grenadische Politikerin
- Bainasarow, Ghalym (* 1944), kasachischer Politiker
- Bainbridge, Angie (* 1989), australische Schwimmerin
- Bainbridge, Beryl (1932–2010), britische Schriftstellerin und Schauspielerin
- Bainbridge, Christopher († 1514), englischer Kardinal, Erzbischof von York
- Bainbridge, David (1941–2013), britischer Konzeptkünstler
- Bainbridge, Elizabeth (1930–2024), britische Opernsängerin
- Bainbridge, Kenneth (1904–1996), US-amerikanischer PhysikerKenneth Bainbridge (1904–1996)

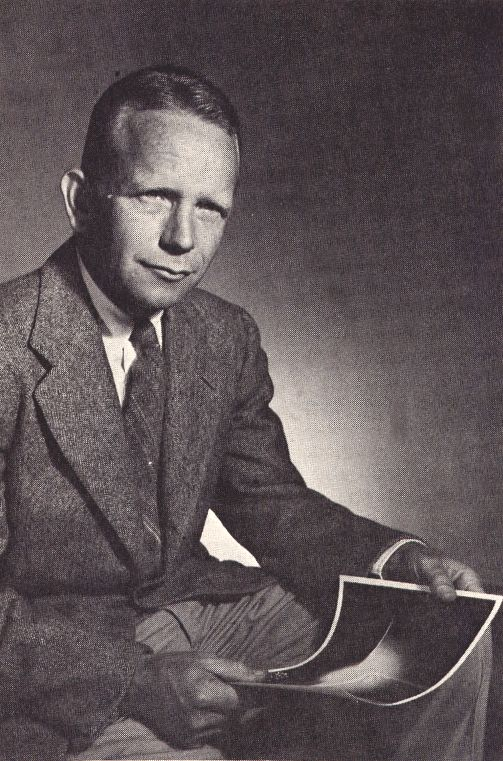
Kenneth Bainbridge (1904–1996)

- Bainbridge, Merril (* 1968), australische Popsängerin
- Bainbridge, William (1774–1833), US-amerikanischer Kommodore der US Navy
- Bainbridge, William Seaman (1870–1947), US-amerikanischer Chirurg und Gynäkologe, Militärarzt und ICMM-Mitbegründer
- Bainbridge, William Sims (* 1940), US-amerikanischer Soziologe, Kommunikationswissenschaftler und Religionssoziologe
- Baindl, Kateryna (* 1994), ukrainische Tennisspielerin
- Baindl, Michael (* 1986), deutscher Eishockeyspieler und -trainer
- Baines, Edward der Ältere (1774–1848), englischer Publizist und Parlamentsmitglied
- Baines, Gertrude (1894–2009), US-amerikanische Supercentenarian
- Baines, John (* 1937), englischer Fußballspieler
- Baines, Leighton (* 1984), englischer Fußballspieler und -trainer
- Baines, Nicholas (* 1957), britischer Geistlicher, Bischof von Bradford, Bischof von Leeds, Mitglied des House of Lords
- Baines, Ralph (1504–1559), englischer Hebraist und Bischof
- Baines, Sarah Jane (1866–1951), britische Feministin, Suffragette und Sozialreformerin
- Baines, Thomas (1820–1875), britischer Landschaftsmaler und Afrikaforscher, Mitglied der Royal Geographical Society
- Baingo, Andreas (* 1950), deutscher Fußballspieler sowie späterer Sportjournalist und Buchautor
- Baini, Giuseppe (1775–1844), italienischer Musikhistoriker und Kirchenkomponist
- Bainimarama, Frank (* 1954), fidschianischer Militärchef
- Bainomugisha, Lambert (* 1961), ugandischer Geistlicher, römisch-katholischer Erzbischof von Mbarara
- Bains, Emanuelle (* 1992), australische Schauspielerin
- Bains, Harmilan (* 1998), indische Mittelstreckenläuferin
- Bains, Naiktha (* 1997), australische Tennisspielerin
- Bainski, Christiane (* 1952), deutsche Politikerin (Bündnis 90/Die Grünen), MdL
- Bainter, Fay (1893–1968), US-amerikanische Schauspielerin
- Bainton, Edgar (1880–1956), britischer Komponist
- Bainton, Roland (1894–1984), US-amerikanischer protestantischer Theologe, Kirchenhistoriker und Hochschullehrer an der Yale University
- Bainville, Jacques (1879–1936), französischer Journalist und Historiker

### Baio
- Baio, Scott (* 1961), US-amerikanischer SchauspielerScott Baio (* 1961)

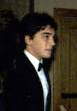
Scott Baio (* 1961)

- Baiocchi, Clara (* 1999), argentinische Leichtathletin
- Baiocchi, Claudio (1940–2020), italienischer Mathematiker
- Baiocchi, Colin, US-amerikanischer Schauspieler
- Baiocco, Antonio (* 1959), italienischer Filmregisseur und Drehbuchautor
- Baïocco, Christophe (* 1966), französischer Fußballtorwart
- Baiocco, Davide (* 1975), italienischer Fußballspieler

### Baip
- Baïpo-Temon, Sylvie, zentralafrikanische Politikerin

### Bair
- Bair, Bernhard (* 1955), österreichischer Militär, Generalleutnant des Österreichischen Bundesheeres
- Bair, Deirdre (1935–2020), US-amerikanische Biografin
- Bair, Ludwig (* 1558), deutscher Zeichner
- Bair, Max (1917–2000), österreichischer Kommunist, Freiwilliger im spanischen Bürgerkrieg und Widerstandskämpfer
- Bair, Philomena (* 1996), österreichische Freestyle-Skierin
- Bair, Sheila (* 1954), US-amerikanische Ökonomin
- Bair, Theo (* 1999), kanadischer Fußballspieler
- Bairaktaris, Dionysios (1927–2011), griechischer orthodoxer Geistlicher und Bischof
- Bairam Khan († 1561), turkmenischer Feldherr, Berater und Regent für den unmündigen Großmogul Akbar
- Baird, Albert Craig (1883–1979), US-amerikanischer Rhetorik- und Sprechwissenschaftler
- Baird, Andrew (1866–1936), schottischer Fußballspieler und Golfer
- Baird, Andy (* 1979), schottischer Fußballspieler
- Baird, Billy (* 1874), schottischer Fußballspieler
- Baird, Brian (* 1956), US-amerikanischer Psychologe und Politiker
- Baird, Carson (* 1938), US-amerikanischer Autorennfahrer
- Baird, Charles (1766–1843), schottisch-russischer Maschinenbauingenieur und Unternehmer
- Baird, Chris (* 1982), nordirischer Fußballspieler
- Baird, Dan (* 1953), US-amerikanischer Rockmusiker
- Baird, David junior (1881–1955), US-amerikanischer Politiker (Republikanische Partei)
- Baird, David senior (1839–1927), irisch-schottisch-amerikanischer Politiker (Republikanische Partei)
- Baird, Davie (1869–1946), schottischer Fußballspieler
- Baird, Diora (* 1983), US-amerikanische Schauspielerin und ehemaliges ModelDiora Baird (* 1983)

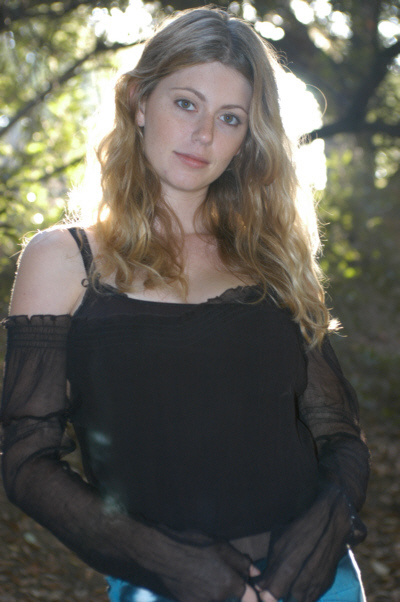
Diora Baird (* 1983)

- Baird, Donald (1926–2011), US-amerikanischer Wirbeltier-Paläontologe
- Baird, Donald (* 1951), australischer Stabhochspringer
- Baird, Douglas (1877–1963), britischer General
- Baird, Dugald (1899–1986), schottischer Arzt für Gynäkologie, Geburtshilfe und Reproduktionsmedizin und Regius Professor an der University of Aberdeen
- Baird, Edison, anguillanischer Politiker
- Baird, Edith (1859–1924), englische Schachkomponistin
- Baird, Eugenie (1924–1988), US-amerikanische Sängerin
- Baird, George (1907–2004), US-amerikanischer Sprinter und Olympiasieger
- Baird, Gordon (1924–1999), englischer Fußballspieler
- Baird, Harry (1931–2005), britischer Schauspieler
- Baird, Henry W. (1881–1963), US-amerikanischer Offizier, Generalmajor der US Army
- Baird, Jack (* 1996), schottischer Fußballspieler
- Baird, James Bryson (1859–1939), kanadischer Politiker (Manitoba)
- Baird, Janice (* 1963), US-amerikanische Opernsängerin (Sopran)
- Baird, Jasmine (* 1999), kanadische Snowboarderin
- Baird, Jason (* 1983), australischer Maskenbildner
- Baird, Jay W. (* 1936), US-amerikanischer Historiker
- Baird, Jim (* 1945), US-amerikanischer Politiker
- Baird, John (1832–1908), britischer Admiral
- Baird, John (1856–1902), schottischer Fußballspieler
- Baird, John (1870–1905), schottischer Fußballspieler
- Baird, John George Alexander (1854–1917), schottischer Politiker der Conservative Party
- Baird, John Logie (1888–1946), schottischer FernsehtechnikerJohn Logie Baird (1888–1946)

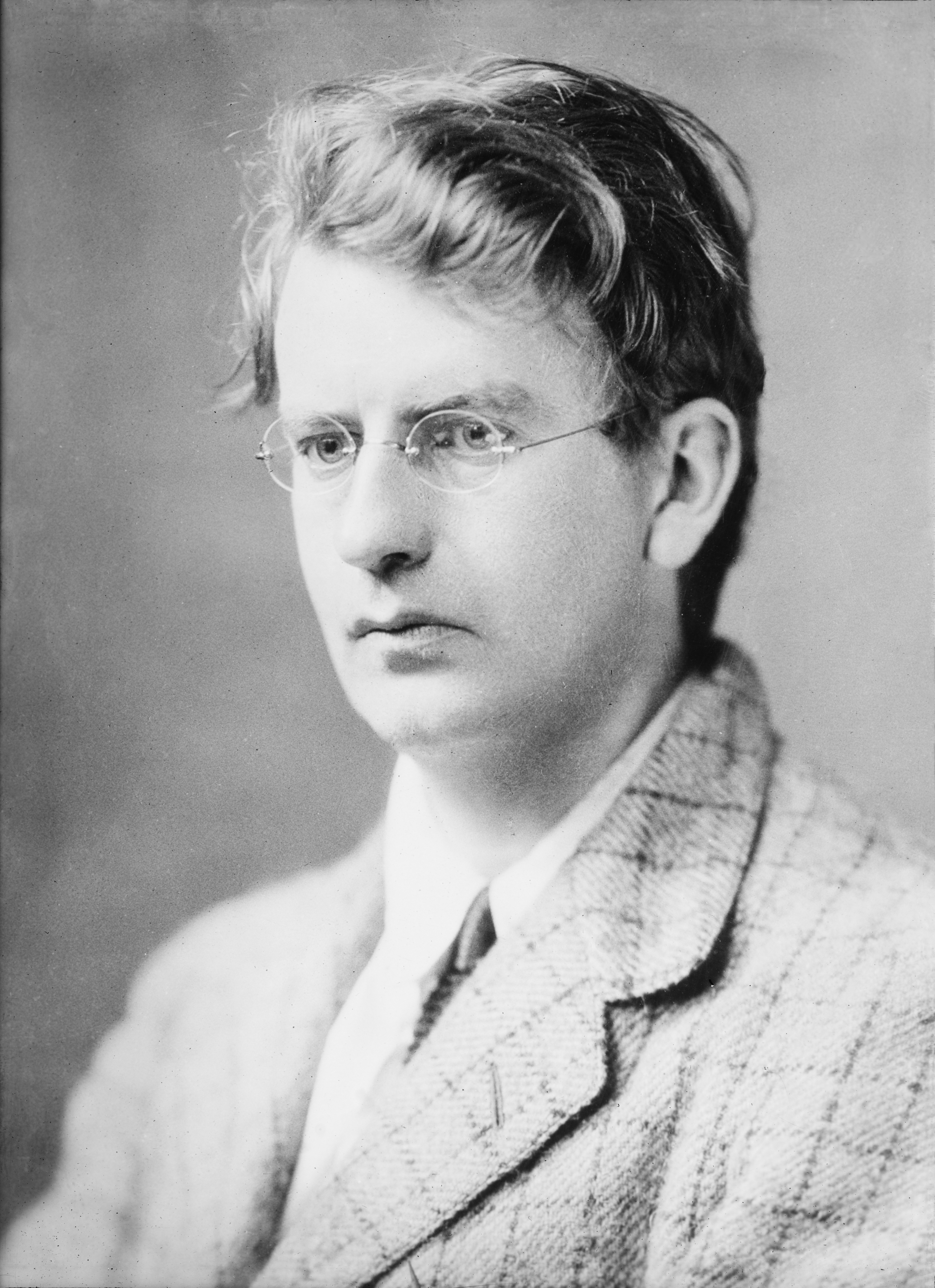
John Logie Baird (1888–1946)

- Baird, John Russell (* 1969), kanadischer Politiker
- Baird, John Washington (1852–1917), US-amerikanischer Schachspieler
- Baird, John, 1. Viscount Stonehaven (1874–1941), britischer Politiker, Mitglied des House of Commons und Generalgouverneur Australiens
- Baird, Jon S. (* 1972), britischer Filmregisseur, Drehbuchautor und Filmproduzent
- Baird, Joseph E. (1865–1942), US-amerikanischer Politiker
- Baird, Julianne (* 1952), US-amerikanische Sopranistin und Fachautorin
- Baird, Ken (1951–2016), kanadischer Eishockeyspieler
- Baird, Leah (1883–1971), US-amerikanische Drehbuchautorin und Filmschauspielerin in der Stummfilmära
- Baird, Leslain (* 1987), guyanischer Speerwerfer
- Baird, Mal (* 1948), australischer Hürdenläufer
- Baird, Robert (* 1942), australischer Radrennfahrer
- Baird, Ronald (1908–1989), englischer Fußballspieler
- Baird, Sam (* 1988), englischer Snookerspieler
- Baird, Sammy (1930–2010), schottischer Fußballspieler und -trainer
- Baird, Samuel T. (1861–1899), US-amerikanischer Politiker
- Baird, Scott (* 1951), US-amerikanischer Curler
- Baird, Shiona (* 1946), schottische Politikerin
- Baird, Spencer Fullerton (1823–1887), US-amerikanischer Ornithologe und Ichthyologe
- Baird, Stuart (* 1947), britischer Filmregisseur, Filmproduzent und Filmeditor
- Baird, Tadeusz (1928–1981), polnischer Komponist
- Baird, Taswell (1922–2002), US-amerikanischer Jazzposaunist
- Baird, William (1803–1872), britischer Zoologe
- Baird, William D. (1906–1988), US-amerikanischer Politiker
- Baire, René Louis (1874–1932), französischer Mathematiker
- Bairéad, Colm (* 1981), irischer Filmregisseur und Drehbuchautor
- Baireuther, Peter (* 1948), deutscher Mathematikdidaktiker
- Bairjassowa, Kissjabika (1679–1739), russisch-baschkirische Apostatin
- Bairlein, Franz (* 1952), deutscher Ornithologe
- Bairnson, Ian (1953–2023), schottischer MusikerIan Bairnson (1953–2023)

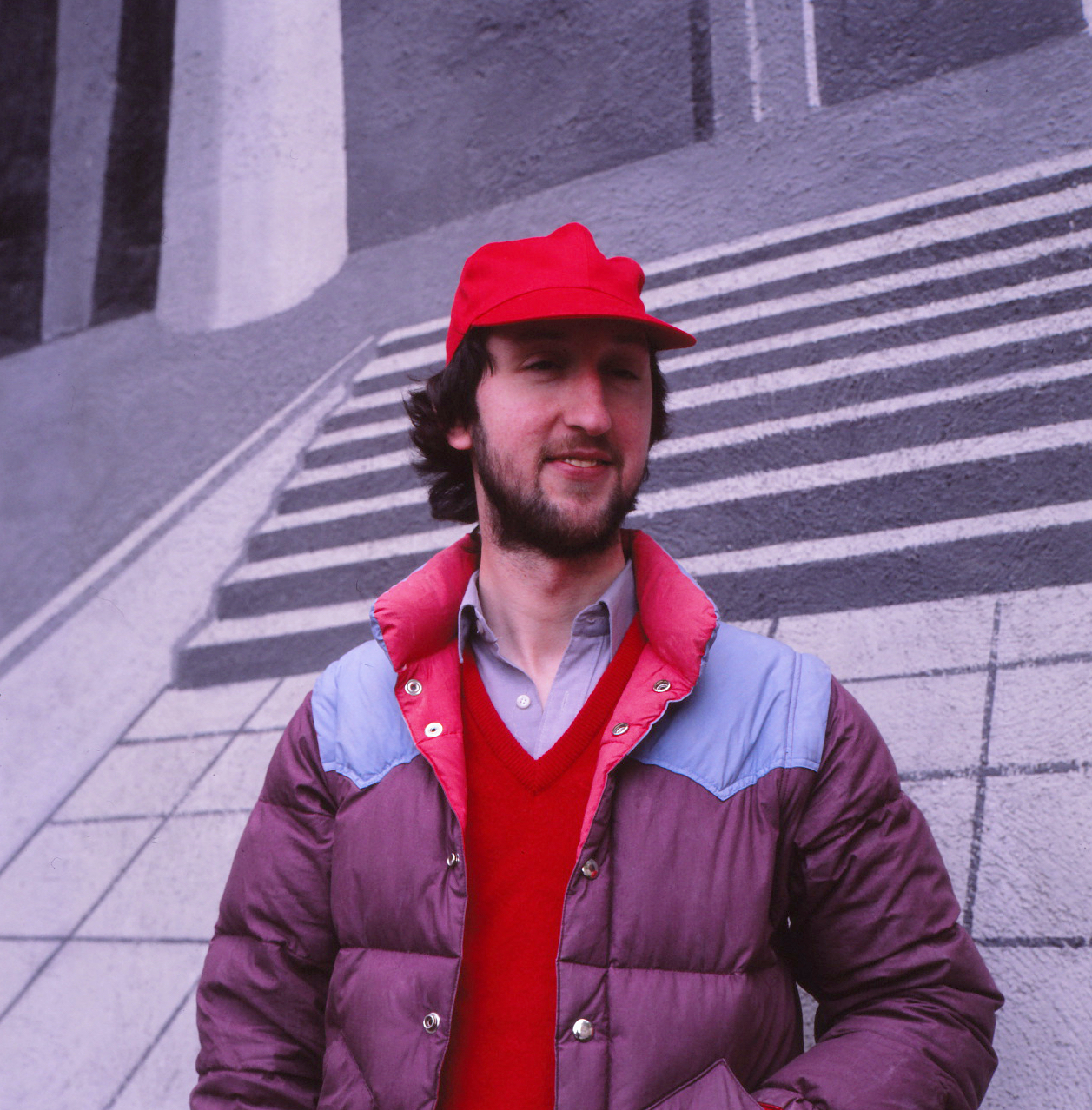
Ian Bairnson (1953–2023)

- Bairoch, Amos (* 1957), Schweizer Bioinformatiker
- Bairoch, Paul (1930–1999), belgisch-schweizerischer Wirtschaftshistoriker
- Bairos, Maria Manuela Freitas (* 1962), portugiesische Diplomatin
- Bairou, Sadya (1963–2010), marokkanische Malerin und Skulpteurin
- Bairstow, Angela (1942–2016), englische Badmintonspielerin
- Bairstow, Edward (1874–1946), englischer Organist, Pädagoge, Komponist, Chorleiter und Dirigent
- Bairstow, Jonny (* 1989), englischer Cricketspieler
- Bairstow, Leonard (1880–1963), britischer Physiker und Ingenieur
- Bairstow, Scott (* 1970), kanadischer Schauspieler
- Bairyjew, Asat Chodschageldyjewitsch (* 1989), russischer Fußballspieler

### Bais
- Bais, Davide (* 1998), italienischer Radrennfahrer
- Bais, Mattia (* 1996), italienischer Radrennfahrer
- Baisako, Jeremiah (* 1980), namibischer Fußballspieler
- Baisamy, Johann (* 1989), französischer Snowboarder
- Baisch, Amalie (* 1859), deutsche Schriftstellerin
- Baisch, Hans Frieder (1937–2005), deutscher Verleger und Journalist
- Baisch, Hermann (1846–1894), deutscher Maler
- Baisch, Karl (1869–1943), deutscher Gynäkologe
- Baisch, Martin (* 1967), deutscher Germanist und Mediävist
- Baisch, Milena (* 1976), deutsche Schriftstellerin
- Baisch, Otto (1840–1892), deutscher Schriftsteller, Redakteur, Lithograph und Maler
- Baisch, Roland (* 1954), deutscher Entertainer, Moderator und Musiker
- Baisch, Rudolf Christian (1903–1990), deutscher Bildhauer, Lyriker und Maler
- Baisch, Wilhelm Gottlieb (1805–1864), deutscher Lithograph
- Baischanow, Maqsat (* 1984), kasachischer Fußballspieler
- Baischonchor dogschin, mongolischer Stammesführer
- Baisden, Kendall (* 1995), US-amerikanische Sprinterin
- Baishō, Chieko (* 1941), japanische Schauspielerin, Sängerin und Synchronsprecherin
- Baisi, Nicolás (* 1964), argentinischer Geistlicher und römisch-katholischer Bischof von Puerto Iguazú
- Baiso, Alberto da, italienischer Holzschnitzer
- Baiso, Arduino da († 1454), italienischer Holzschnitzer
- Baiso, Tommasino da († 1423), italienischer Holzschnitzer
- Baison, Anna, deutsche Theaterschauspielerin
- Baison, Auguste (1846–1916), deutsche Theaterschauspielerin
- Baison, Caroline (* 1837), deutsche Theaterschauspielerin
- Baison, Jean Baptist (1812–1849), deutscher Theaterschauspieler, -regisseur und Schriftsteller
- Bāisonqur (1397–1433), Timuriden-Prinz
- Baissac, Charles (1831–1892), britischer Romanist und Kreolist französischer Sprache und Bewohner der Insel Mauritius
- Baissac, Lise de (1905–2004), französische Agentin des britischen SOELise de Baissac (1905–2004)

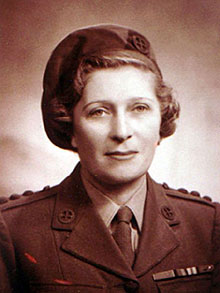
Lise de Baissac (1905–2004)

- Baissangurow, Chassan Uwaissowitsch (* 1997), russischer Boxer im Mittelgewicht
- Baissangurow, Saurbek Mussajewitsch (* 1985), russischer Boxer
- Baïssari, Francis Némé (1933–2015), libanesischer Geistlicher, Weihbischof in Joubbé, Sarba und Jounieh
- Baissejitow, Baqtijar (* 1971), kasachischer Ringer
- Baist, Gottfried (1853–1920), deutscher Romanist
- Baist, Gustav (1824–1914), evangelischer Pfarrer, Autor und Gründer vieler Raiffeisenkassen in Franken
- Baist, Ludwig (1825–1899), deutscher Chemiker und Unternehmer
- Baistrocchi, Antonio (1662–1726), römisch-katholischer Bischof italienischer Herkunft
- Baistrocchi, Ettore (1905–1996), italienischer Diplomat
- Baistrocchi, Federico (1871–1947), italienischer General und Politiker

### Bait
- Bait Jaboob, Fatak (* 1999), omanischer Hochspringer
- Baitana, Bauyrschan (* 1992), kasachischer Fußballspieler
- Baitawa, Swjatlana (* 1972), belarussische Kunstturnerin
- Baiter, Johann Georg (1801–1877), Schweizer Philologe und Textkritiker
- Baitinger, Christine (* 1974), deutsche Fußballschiedsrichterin und Fußballspielerin
- Baitinger, Holger (* 1965), deutscher Prähistoriker
- Baitinger, Max (* 1982), deutscher Comic-Zeichner und Autor von Graphic Novels
- Baitinger, Moritz (1883–1954), deutscher Landrat
- Baitinger, Otto (* 1926), deutscher Fußballspieler
- Baitinger, Utz (* 1938), deutscher Informatiker, Autor und Hochschullehrer
- Baitsch, Helmut (1921–2007), deutscher Humangenetiker und Anthropologe
- Baitursynuly, Achmet (1873–1937), kasachischer Schriftsteller und politischer Aktivist
- Baitz, Lilli (1874–1942), österreichische Künstlerin, Kunsthandwerkerin und Unternehmerin
- Baitzel, Paul (* 2008), deutscher Basketballspieler

### Baiu
- Baius Pudens, Sextus, römischer Staatsbeamter und Statthalter

### Baiw
- Baiwir, Daphné (* 1992), belgische Schauspielerin

### Baix
- Baixas i Cuyas, Climent (1854–1936), katalanischer Organist und Komponist
- Baixinho, Henrique (* 1961), portugiesischer Ruderer

### Baiy
- Baiye, Brandon (* 2000), belgischer Fußballspieler
- Baiyewu, Tunde (* 1968), englischer Rockmusiker

### Baiz
- Baizajew, Wladislaw Borissowitsch (* 1990), russischer Ringer
- Baizer, Manuel M. (1914–1988), US-amerikanischer Chemiker
- Baizhang Huaihai (720–814), Meister des Meditationsbuddhismus (Chan)
- Baizley, John (* 1977), amerikanischer Sänger, Gitarrist und Cover-Künstler
- Baizley, Marnie (* 1975), kanadische Squashspielerin
- Baizley, Obie (1917–2000), kanadischer Politiker